# Tolna vármegye
Tolna vármegye, 1950 és 2022 között Tolna megye (németül: Komitat Tolnau, latinul: Comitatus Tolnensis) közigazgatási egység Magyarországon, a Dunántúlon, a Dél-Dunántúl régióban. 3703,31 km2-es területével hazánk 15. legnagyobb vármegyéje, amely Magyarország teljes területének mintegy 3,98%-át adja, illetve közel 207 ezer fős lakosságával az 18. legnépesebb vármegyénk, ezzel hazánk népességének csupán 2,16%-ával rendelkezik, népsűrűsége jóval az országos átlag alatti.
Északról Fejér vármegye, keletről a Duna és Bács-Kiskun vármegye, délről Baranya vármegye, nyugatról pedig Somogy vármegye határolja. Székhelye, egyben a Dél-Dunántúl harmadik, a Dunántúl 13. és az ország 32. legnépesebb települése, a borvidékéről is nevezetes Szekszárd. Második legnépesebb települése pedig hazánk egyetlen atomerőművének helyet adó, az „Atomvárosnak” is nevezett Paks. De nevezetesebb települései közé tartozik a termálfürdőjéről és parkerdejéről ismert Tamási, „a Perczelek városának” illetve a Völgység központjának tartott Bonyhád, a jelentős vasúti központnak és fürdővárosnak számító Dombóvár, a középkori váráról és fesztiváljáról nevezetes Ozora, a termálfürdőjéről ismert Tamási, illetve a szintén középkori erődjéről ismert Simontornya.
Magyarország dél-nyugati részén helyezkedik el, a Dunántúl középső részén. A megye domborzata változatos: nyugati része a dombvidéki Tolnai-dombság, míg keleti része a Duna menti síkság, amely termékeny földjeiről ismert. Legmagasabb pontja a Geresdi-dombságban található (301 m). Jelentős folyói a Duna mellett a Sió, amely a Balatont köti össze a Dunával. Természeti értékei közé tartoznak a Tamási Parkerdő, a Gyulaji erdők és a Sárköz ártéri területei. A megye gazdag mezőgazdasági területekkel rendelkezik, híres szőlőtermesztő vidék, különösen Szekszárd környéke.
Területe már az őskor óta lakott, a római korban Pannonia provincia része volt. A Duna mentén húzódó limes határvonalának fontos pontjai voltak itt, például Lussonium (Dunakömlőd). A honfoglalás után a megye a magyar törzsek egyik szállásterülete lett. Az Árpád-korban fontos közigazgatási központtá vált, nevét a már ekkor megalapított Tolna városáról kapta, nevét már a 11. században viselte. A török hódoltság idején jelentős károkat szenvedett, a lakosság nagyrészt elmenekült. A 18. században a Habsburgok betelepítései révén németek és más nemzetiségek érkeztek a területre, ami kulturális sokszínűséget hozott. A 19. században a megye mezőgazdasága, különösen a borászat, virágzásnak indult. A 20. században az erőltetett szocialista iparosítás is hatással volt a megyére, különösen Paks városában az atomerőmű építése révén. Ma a megye gazdaságilag és kulturálisan is jelentős, hagyományai és természeti értékei fontos vonzerőt jelentenek, azonban nehézséget jelentenek a vidék lemaradottsága. Ez a 21. század folyamán kezdett javulásnak indulni.

## Nevének eredete
A vármegye neve a középkori Tolna település nevéből származik, amely így a terület névadója lett. A "Tolna" név eredetére több elmélet is létezik.
- Az egyik szerint a név a latin "teloneum" szóból ered, amely "vámhelyet" jelent, utalva a település korábbi vámfunkciójára.[2]
- Egy másik elmélet szerint a név szláv eredetű, a "tъlъ" szóból származik, amely "hátat" vagy "partot" jelent, utalva a Duna menti fekvésére.

Az első írásos említés 1055-ből származik, I. András király tihanyi alapítólevelében "in Thelena" formában szerepel.

## Címer
A vármegye címere egy álló, kerek talpú barokk pajzs. Kék mezejében, vörössel és ezüsttel sakkozott udvaron, hármas ívű arany trónemelvény áll. A középső ív alatt Szent István, Magyarország első királya trónol. Arcát természetes színnel ábrázolják, fekete hajjal és szakállal, mögötte aranyló glóriával. Bíbor palástot és kék ruházatot visel, jobb kezében arany jogart, baljában arany országalmát tart. Lábai alatt arany bojtos vörös zsámoly található, saruja szintén arany.
A trón jobb oldali íve alatt Szent Imre herceg áll, zöld ruhában, vörös palástban, fekete cipővel. Arany hercegi föveget visel, kezében ezüstösen csillogó liliomokkal. A bal oldali ív alatt egy ovális pajzsban Magyarország aranykoronás címere látható, melynek jobb oldala vörössel és ezüsttel hétszer vágott, bal oldalán vörös mezőn zöld hármashalomból növekvő ezüst kettőskereszt szerepel.
A trónus felett, ezüstfelhők között, két aranyhajú angyal lebeg, és Szent István feje fölé helyezik a Szent Koronát. Az egész címert barokk stílusú arany keret díszíti. Tolna vármegyét Szent István idején alapították, ezért címere a királyt és fiát, Imrét ábrázolja. A török uralom után, 1699-ben, I. Lipót adott új címert a vármegyének.

Tolna vármegye történelmi címere

## Földrajz

### Domborzat
A vármegye domborzata változatos, amely földrajzi elhelyezkedéséből és történeti-geológiai kialakulásából adódik. A megye keleti része alföldi jellegű síkvidék, amelyet a Sárköz és a Mezőföld egy része alkot. Ezek a síkságok az Alföld pereméhez tartoznak, jellemzőjük a sík, helyenként enyhén hullámos felszín, amely elsősorban folyami üledékekből, homokból és löszből épül fel. A Sárköz az egykori Duna-ágak és mocsaras területek által kialakított síkság, amely a folyószabályozások előtt rendkívül gazdag vízi világáról és termékeny földjeiről volt ismert. A Mezőföld északi része a megye határán húzódik, ez a terület a löszhátságok uralta tájképpel jellemezhető.
Belső területein már dombvidékek jelennek meg, amelyek jelentősen eltérnek a keleti síkvidékek karakterétől. Ezek közül a legjelentősebbek a Szekszárdi-dombság, a Tolnai-hegyhát, a Geresdi-dombság és a Völgység. E dombságok a Dunántúli-dombság nagyobb egységének részei, és a különböző patakvölgyek által tagolt, változatos tájat alkotnak.
A Szekszárdi-dombság a megye egyik legismertebb tájegysége, amely különösen híres szőlőtermesztéséről és borvidékéről. A dombságot lösz borítja, ami kedvező a szőlőművelés szempontjából. Földrajzilag északról a Tolnai-hegyhát, délről a Mecsek, keletről pedig a Duna határolja. Ez a terület nemcsak mezőgazdasági szempontból jelentős, hanem turisztikai vonzerőt is képvisel, különösen a Szekszárdi borvidék révén.
A Tolnai-hegyhát a megye központi részén helyezkedik el, a Kapos és a Sió által határolt terület. Ez a vidék erdősült dombhátakkal és kisebb településekkel tarkított tájat mutat. A Tolnai-hegyhát sok szempontból a megye egyik természeti kincse, ahol a dombok és völgyek között kanyargó patakok gazdag élővilágot rejtenek.
A Völgység szintén a megye közepén található, amelyet északról a Tolnai-hegyhát, délről pedig a Mecsek pereme határol. A Völgység legjellemzőbb eleme a patakvölgyekkel tagolt dombos táj, amely szintén mezőgazdasági művelésre kiválóan alkalmas. A löszös talaj miatt itt is jelentős a szőlőművelés, de emellett gabonatermesztés és állattartás is jellemző.
A Geresdi-dombság a megye déli részén helyezkedik el, ahol a táj domborzati viszonyai már közelítenek a Mecsek hegyláncaihoz. Ez a terület kisebb településekkel és erdős területekkel tarkított, és a Dunántúli-dombság legdélebbi részei közé tartozik. A Geresdi-dombság leginkább természetjárásra alkalmas vidék, ahol a patakvölgyek és erdők különleges mikroklímát biztosítanak.
A megye domborzatának déli peremén a Mecsek vonulatai is átnyúlnak Tolna területére, és itt található a megye legmagasabb pontja, az 593 méteres Dobogó. Ez a terület Váralja közelében helyezkedik el, és a Mecsek magaslataihoz tartozik. A környék gazdag geológiai és természeti értékekben, valamint kiváló lehetőségeket nyújt kirándulásra és természetjárásra.
A megye területének jelentős részét a patakvölgyekkel tagolt dombságok teszik ki, amelyek nemcsak földrajzi értelemben változatosak, hanem ökológiai szempontból is különlegesek. Ezek a dombvidékek mezőgazdasági művelésre kiválóan alkalmasak, emellett kulturális és természeti értékeik révén fontos szerepet játszanak a megye életében.

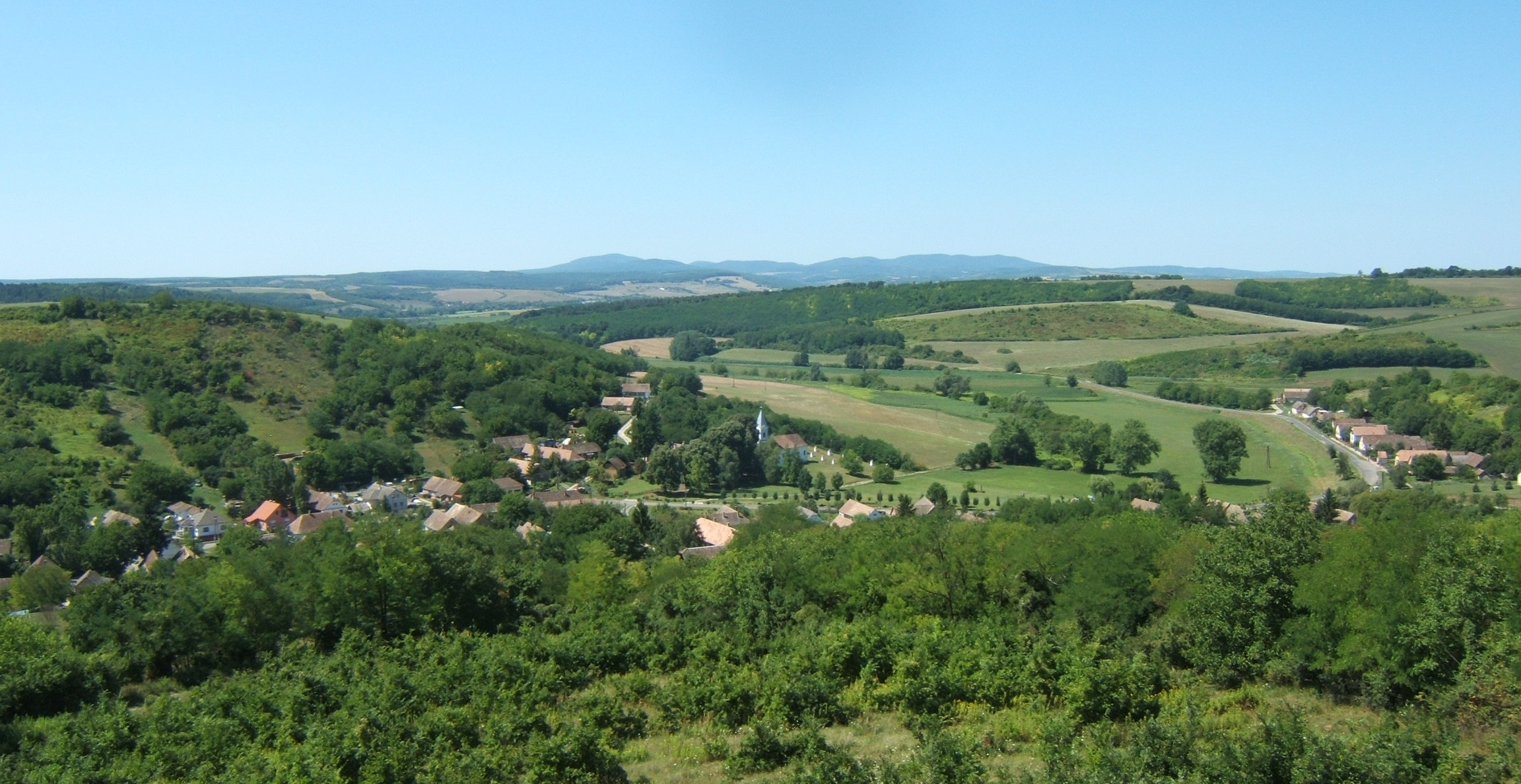
Szekszárdi-dombság

### Éghajlat
Tolna vármegye éghajlata mérsékelten meleg, amelyben a domborzati viszonyok jelentős szerepet játszanak, így a hőmérséklet és a csapadék eloszlása területenként eltérő.
A megye keleti része, különösen a Mezőföld és a Sárköz, szárazabb területnek számít, éghajlati szempontból az Alföldhöz hasonló jellemzőkkel. Ezeken a területeken az éves csapadékmennyiség 500–600 mm között mozog, míg a tenyészidőszak átlagos középhőmérséklete 15,7 °C.
Nyugat és délnyugat felé haladva a hőmérséklet fokozatosan csökken, míg a csapadék mennyisége növekszik. A megye legcsapadékosabb és leghűvösebb területe a Völgység, ahol az éves csapadékmennyiség eléri a 700 mm-t. Hasonlóan magas csapadékmennyiség jellemzi Külső-Somogy, a Völgység és a Szekszárdi-dombság délnyugati részeit is, ahol ez az érték 650–700 mm között változik.
A megye éghajlatára az átmeneti jelleg és a domborzati hatásokból eredő változatosság jellemző, ami gazdag mezo- és mikroklímát eredményez. A Dél-Dunántúlon a növénytermesztéshez elegendő napfény, megfelelő hő és nedvesség áll rendelkezésre, ami kedvez a mezőgazdasági tevékenységeknek.
A vármegyében évente átlagosan 85 napon keresztül a hőmérséklet meghaladja a 20 °C-ot. A tél általában enyhe, a leghidegebb hónapok január és február. Az uralkodó szélirány északi és északnyugati, 315-355 fok közötti.

### Geológia
Geológiai felépítése változatos, bár ásványkincsekben viszonylag szegény. A megye területén található legjelentősebb földtani képződmény a Mórágyi-rög, amely a Velencei-hegységen kívül Magyarország egyetlen felszíni gránit előfordulása. A Mórágyi-rög gránitját korábban bányászták is.
A Mórágyi-rög földtani jelentősége miatt itt alakították ki a Nemzeti Radioaktívhulladék-tárolót Bátaapáti határában, amely a paksi atomerőmű kis és közepes aktivitású hulladékának biztonságos elhelyezését szolgálja.
A megye északi részén, különösen Nagymányok környékén, találhatóak széntelepek, ahol korábban szénbányászat folyt. A Duna egykori hordalékkúpjain pedig több kavics- és homokbánya működött, amelyek a folyó által lerakott üledékeket hasznosították. Ezek közül azonban több már kimerült vagy gazdaságtalanná vált, így bezárásra került.

### Vízrajza
Tolna vármegye vízrajza gazdag és sokszínű, a területén átfolyó jelentős folyók és a folyószabályozások után kialakult holtágak, valamint mesterséges tavak jellemzik.
A vármegye legnagyobb folyója a Duna, amely keleti határát képezi, és meghatározó szerepet játszik a térség vízrajzában. A Duna mellett a Sió és a Kapos folyók is jelentős vízfolyások a megye területén. A Sió-csatorna a Balatont köti össze a Dunával, és fontos szerepet játszik a vízszabályozásban. A Kapos a vármegye nyugati részén halad át, és számos kisebb patak táplálja.
Ezen kívül említést érdemelnek a Sárvíz, a Koppány és a Völgységi-patak, amelyek szintén hozzájárulnak a megye vízhálózatának gazdagságához. A Sárvíz a Mezőföld és a Sárköz határán folyik, míg a Koppány és a Völgységi-patak a dombvidéki területek vízgyűjtőit vezetik le.
A folyószabályozások következtében számos holtág maradt vissza, amelyek ma is jelentős természeti értéket képviselnek. Közülük kiemelkedik a Faddi-Duna, a Tolnai-Duna és a Bogyiszlói Holt-Duna, amelyek pihenőövezetként és horgászparadicsomként szolgálnak a helyiek és a turisták számára.
A megye domborzati adottságai lehetővé tették, hogy a patakok felduzzasztásával több mesterséges tavat is kialakítsanak a völgyek között. A Pacsmagi-tavak országos szinten is kiemelkedő természetvédelmi területté váltak, gazdag élővilágukkal és különleges madárfajaikkal vonzzák a természetkedvelőket. A Szálkai-tó pedig a megye kedvelt pihenő- és horgászhelye, amelyet sokan az ország legszebb tavai között tartanak számon.

Ezen kívül Tolna számos nagy méretű halastó található, amelyek nemcsak a halgazdálkodásban játszanak fontos szerepet, hanem a helyi ökoszisztéma részeként is jelentősek.

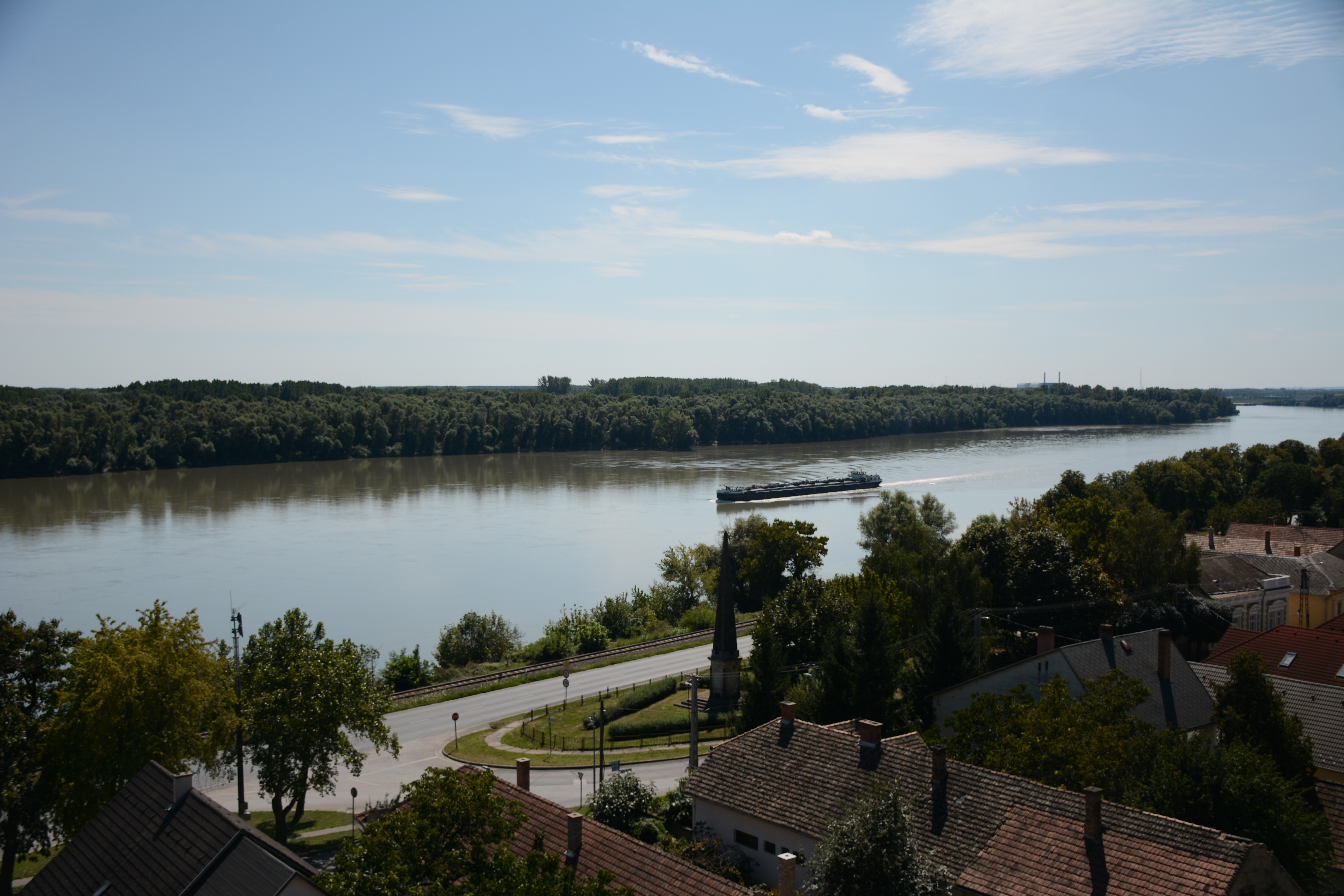
Duna
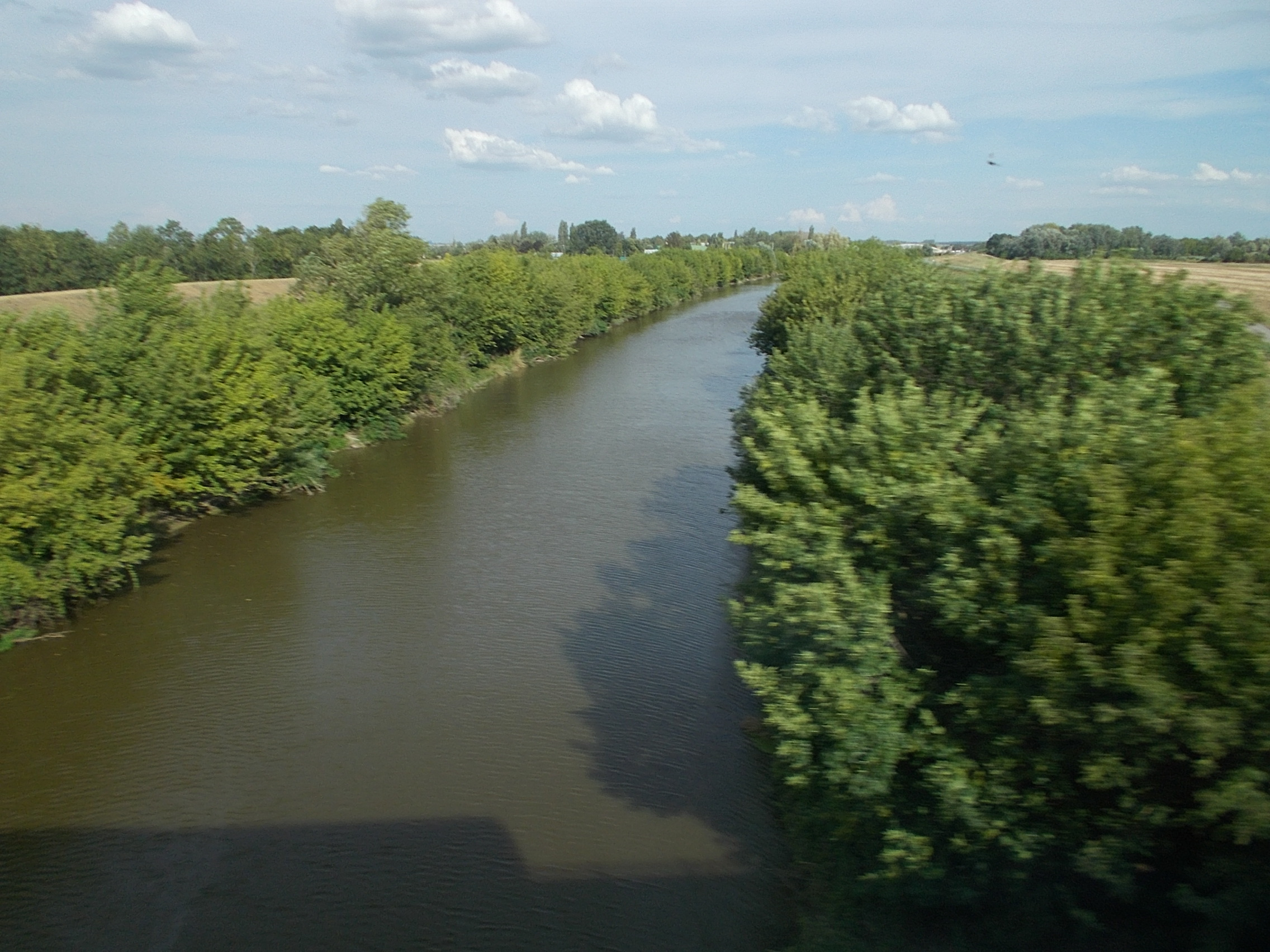
Sió
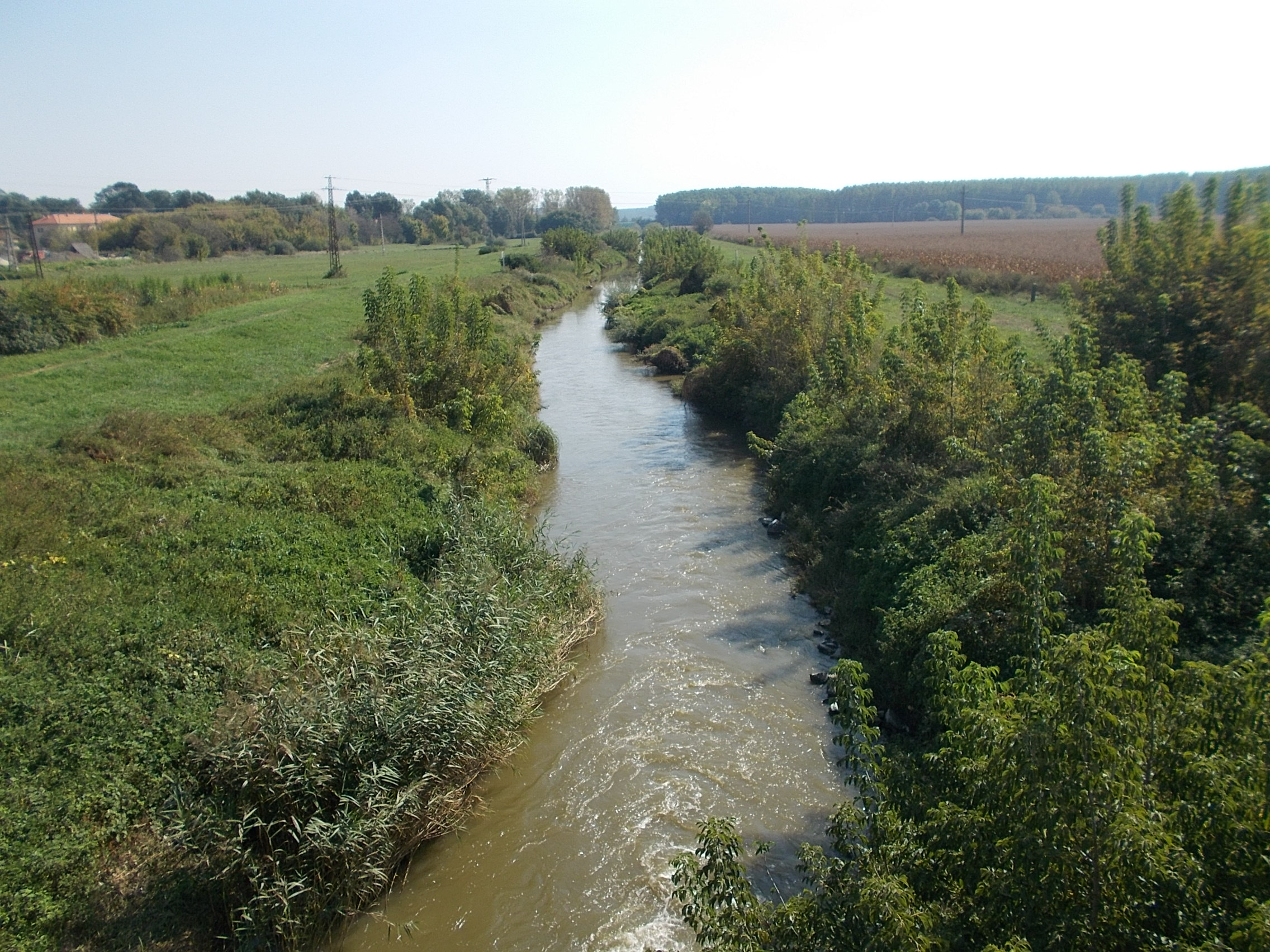
Kapos
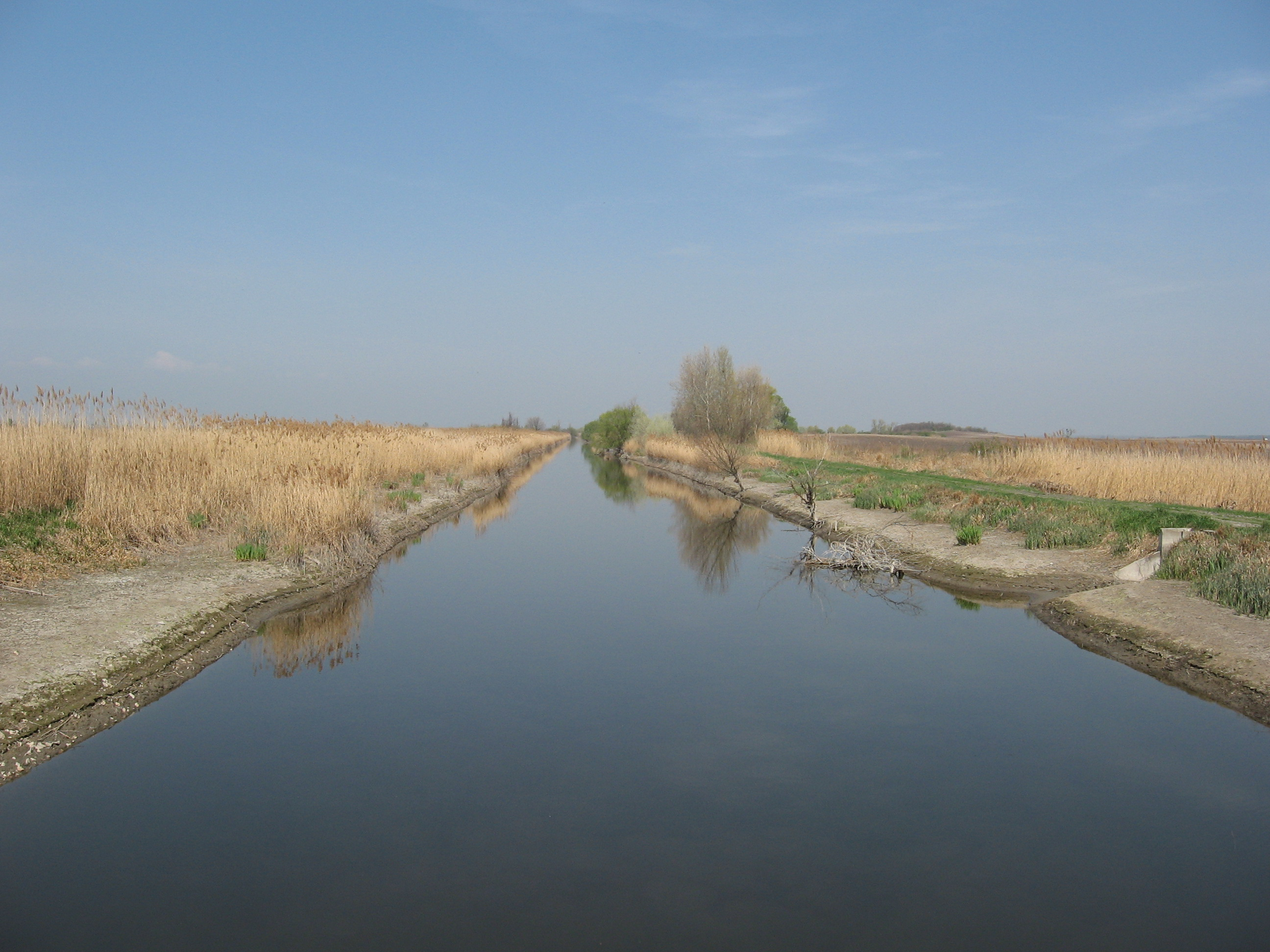
Sárvíz

### Élővilág, természetvédelem
Élővilága gazdag és változatos, köszönhetően a területén található különféle élőhelyeknek, mint például a folyók menti ártéri erdők, mocsarak, rétek és dombvidéki erdőségek. A megye keleti határán húzódó Duna és a hozzá kapcsolódó ártéri területek, mint a Gemenci erdő, különösen kiemelkedőek biodiverzitásuk tekintetében. Ez a terület világhírű gazdag állatvilágáról, ahol számos ritka és védett faj talál menedéket. A gemenci erdő gímszarvasai és a gyulaji rezervátum dámvadállománya világhírűek. Gemencben található emellett a világ legnagyobb egyedsűrűségű fekete gólya állománya is.
A megye területén található a Duna–Dráva Nemzeti Park egy része is, amely a Duna és a Dráva mentén jött létre, és ahol a víz meghatározó szerepet játszik a táj formálásában. A nemzeti parkban számos különböző élőhely található, amelyek gazdag és sokszínű élővilágnak adnak otthont.
A Dél-Mezőföld Tájvédelmi Körzet Tolna és Fejér vármegye határán helyezkedik el, és több védett terület összevonásával jött létre 1999-ben. Ez a tájvédelmi körzet is hozzájárul a megye természeti értékeinek megőrzéséhez.
A megye területén található a Kapszeg-tó Természetvédelmi Terület is, amelynek legnagyobb értéke gazdag madárvilága. Itt található Tolna vármegye legnépesebb, kiemelkedően fajgazdag gémtelepe, ahol olyan ritka és fokozottan védett madárfajok is fészkelnek, mint a bakcsó, a kis kócsag és a vörös gém.

A megye élővilágának megőrzésében jelentős szerepet játszanak a helyi természetvédelmi szervezetek is. A Tolna Megyei Természetvédelmi Alapítvány célja a megye természeti értékeinek kutatása, feltárása, megóvása és megismertetése, valamint az egészséges emberi környezet kialakítása érdekében szükséges feladatok ellátásának segítése és szervezése.

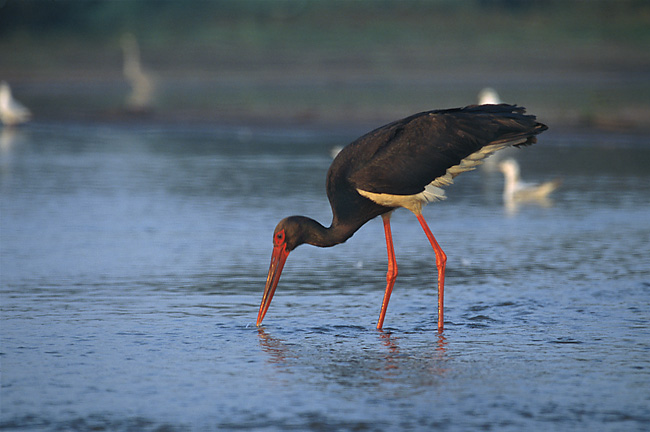
Fekete gólya
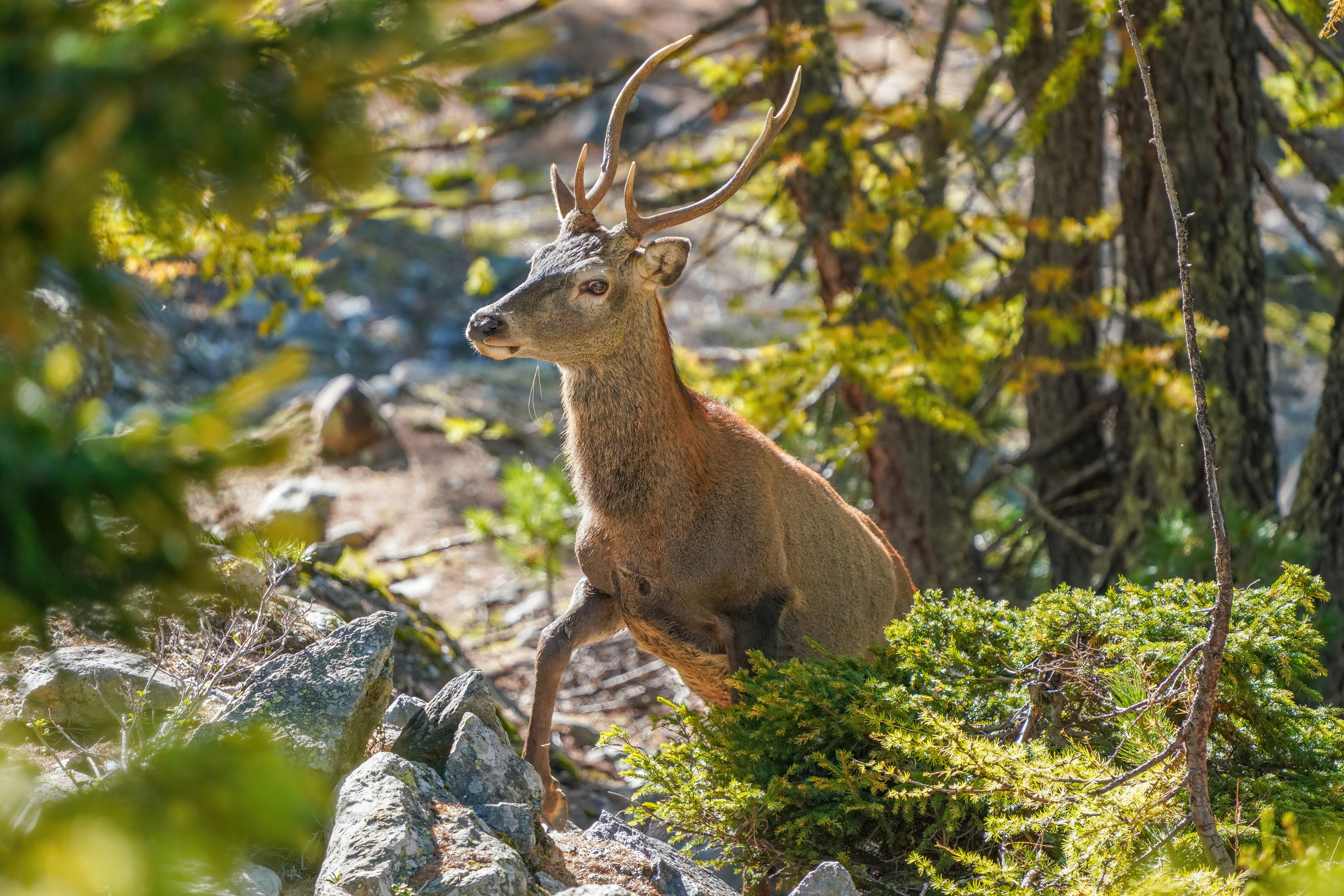
Gímszarvas
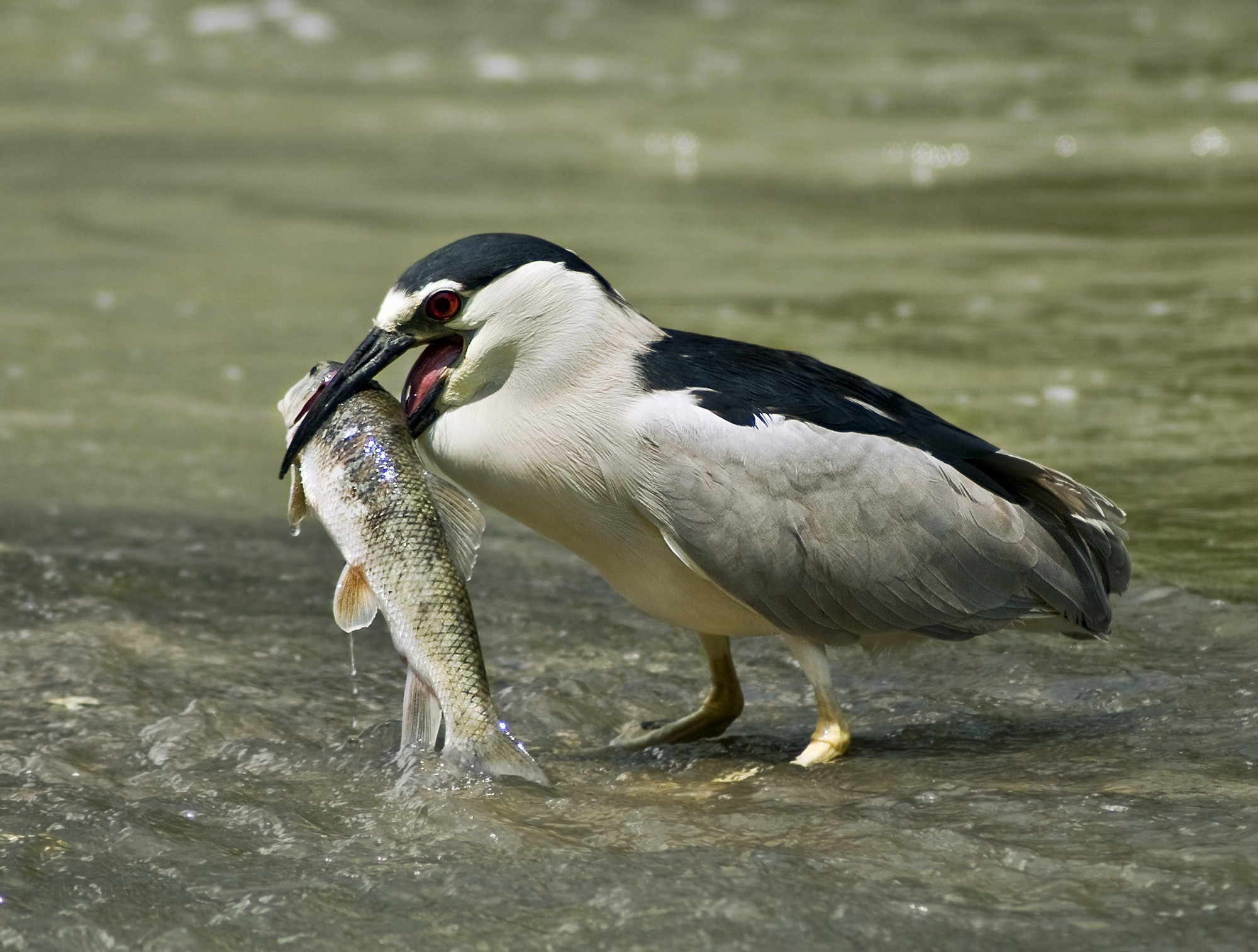
Bakcsó
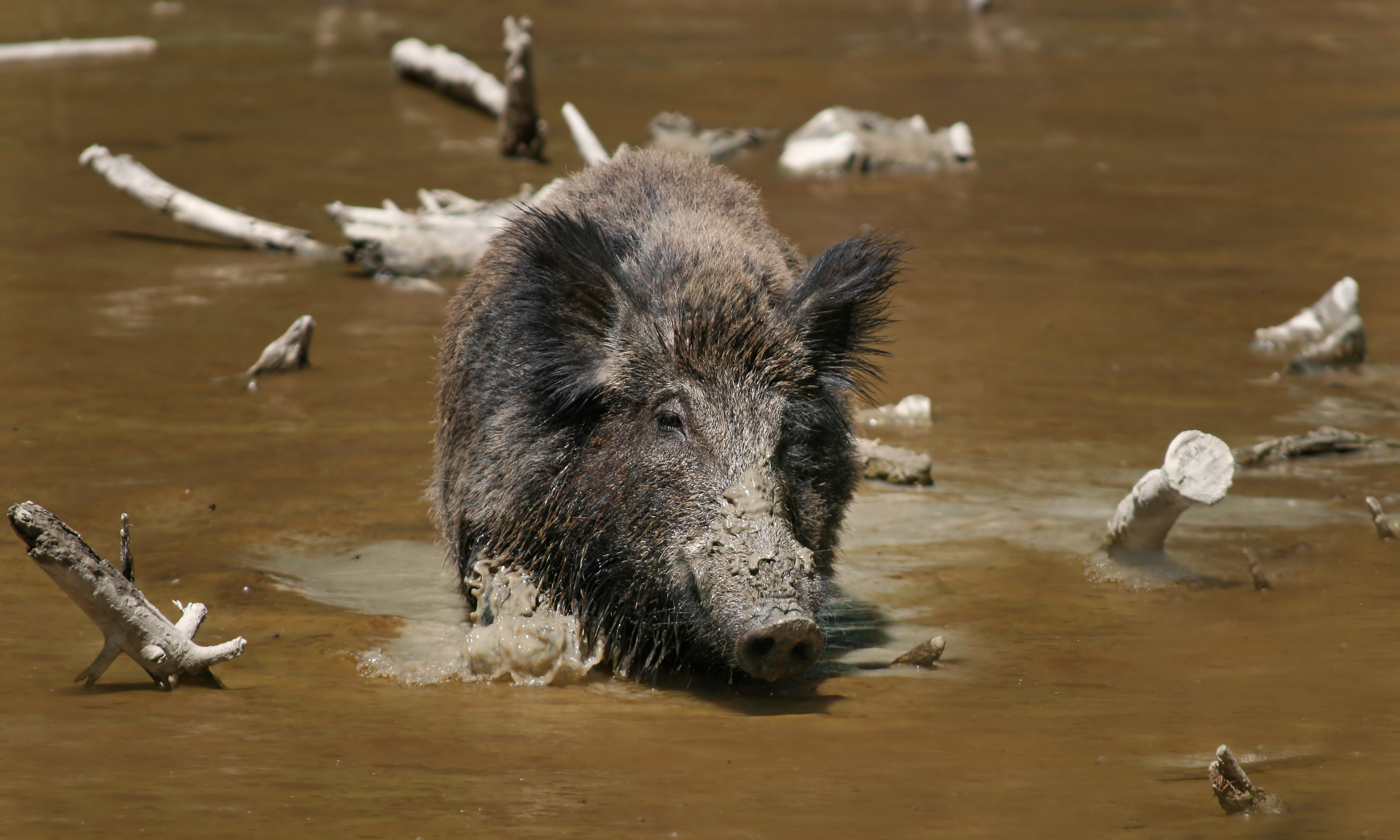
Vaddisznó
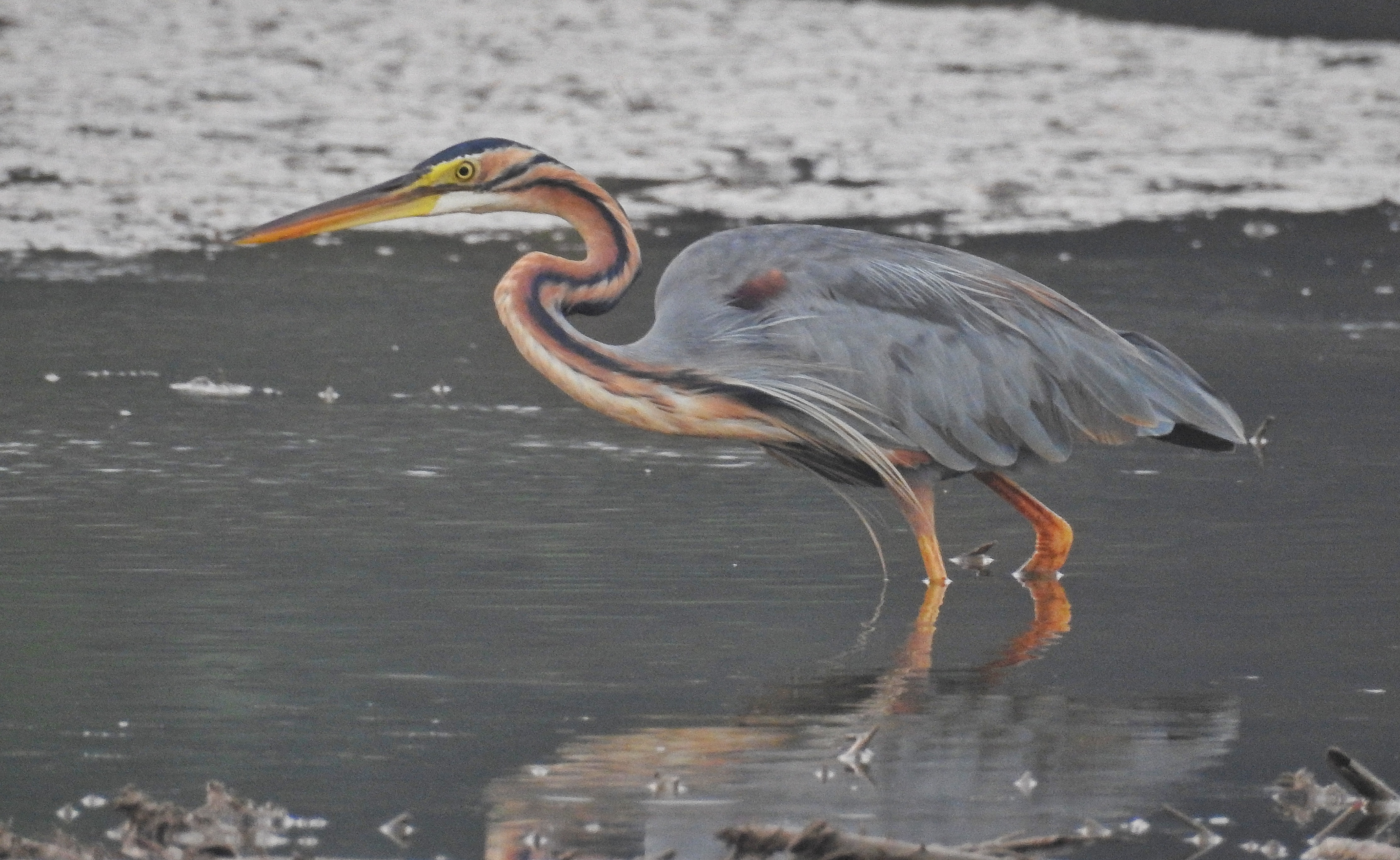
Vörös gém

### Tolna vármegyére jellemző földrajzi pontok
- Szélső települések égtájak szerint:
  - a vármegye legészakibb települése Dunaföldvár (Paksi járás),
  - a vármegye legdélibb települése Báta (Szekszárdi járás),
  - a vármegye legkeletibb települése Bölcske (Paksi járás),
  - a vármegye legnyugatibb települése Várong (Dombóvári járás).
- A vármegye geometriai középpontja:
  - Kalaznó határában van, de az emlékmű pár száz méterrel arrébb, Felsőnána közigazgatási területén lett felállítva.[17]
- Legmagasabb pontja:
  - Dobogó (593 m)

## Történelem

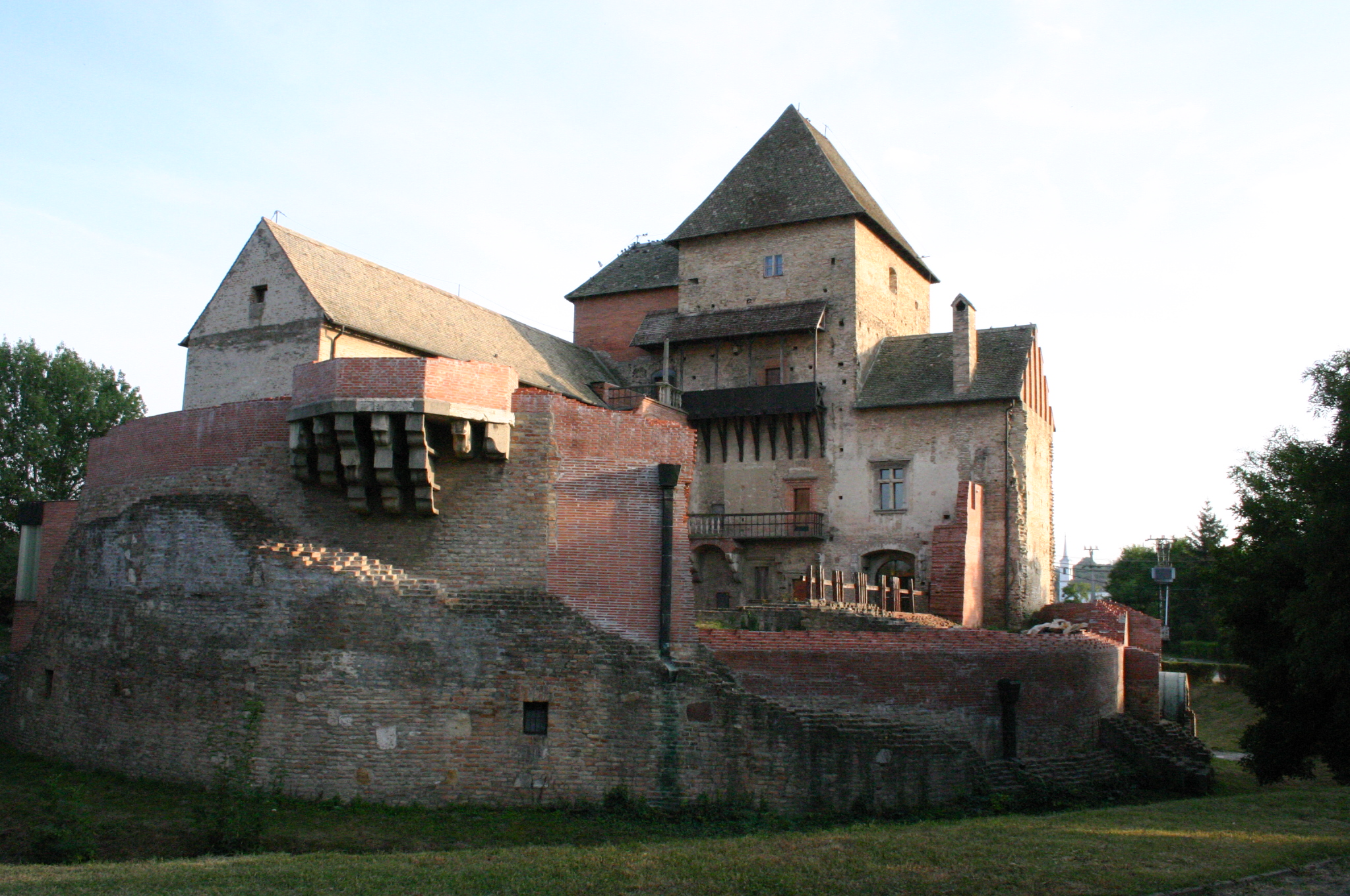
Simontornya vára

A rómaiak előtt a Dunántúlon kelta törzsek laktak – a megye területén a hercuniates törzs –, fő központjuk a regölyi földvár körül volt, ahol görög mintára pénzt is vertek.
A kelta törzsi arisztokrácia az i. e. 1. század végén kiegyezett a rómaiakkal, és gyakorlatilag harc nélkül átadták nekik a Dunántúlt, ahol az új közigazgatást az i. sz. 1. század első felében szervezték meg – a római úthálózat és településszerkezet máig meghatározó. Pannónia a rómaiaknak főként katonai okokból kellett: a Duna mentén egy különlegesen megerősített katonai vonal, a limes biztosította a birodalom határait. Tolna vármegye legjelentősebb római településeinek többsége:
- Lussonium: Dunakömlőd,[18]
- Alta Ripa: Tolna,
- Alisca: Őcsény, Szigeth-puszta,
- Ad Statuas: Várdomb

a limes mentén feküdt.
A Wosinsky Mór Megyei Múzeumban több, egykor a limes mellett elhelyezett mérföld- és útjelző követ is őriznek. A megye belső területének legjelentősebb települése Iovia volt; valószínűleg Dombóvártól északra, Szakcs határában, illetve ez a név örökítődhetett át egy később létesült katonai erődítésre is, melynek romjait a Kapospulához tartozó Alsóhetényben tárták fel.
A Szent István kori államszervezetnek megfelelően Tolna megye is várközpontú ispánságból alakult ki. A megye a nevét Tolnáról kapta. A középkori Tolna vármegye az ország egyik leggazdagabb és legnépesebb megyéje volt, akkoriban közel 100 000 lakos élt itt. A megye területe ekkor még jóval nagyobb volt a mainál, ez csak a török kor után változott. Az egykor virágzó megye a török hódoltságot követően szinte elnéptelenedett. A megye mai címerét I. Lipót királytól kapta 1699-ben. A 18. században a megye területére számos családot telepítettek be német földről. 1779-ig Simontornya volt a megyeszékhely, ettől kezdve Szekszárd, amely azonban csak 1905-ben szerzett városi rangot.

## Közigazgatási beosztás 1950–1990 között

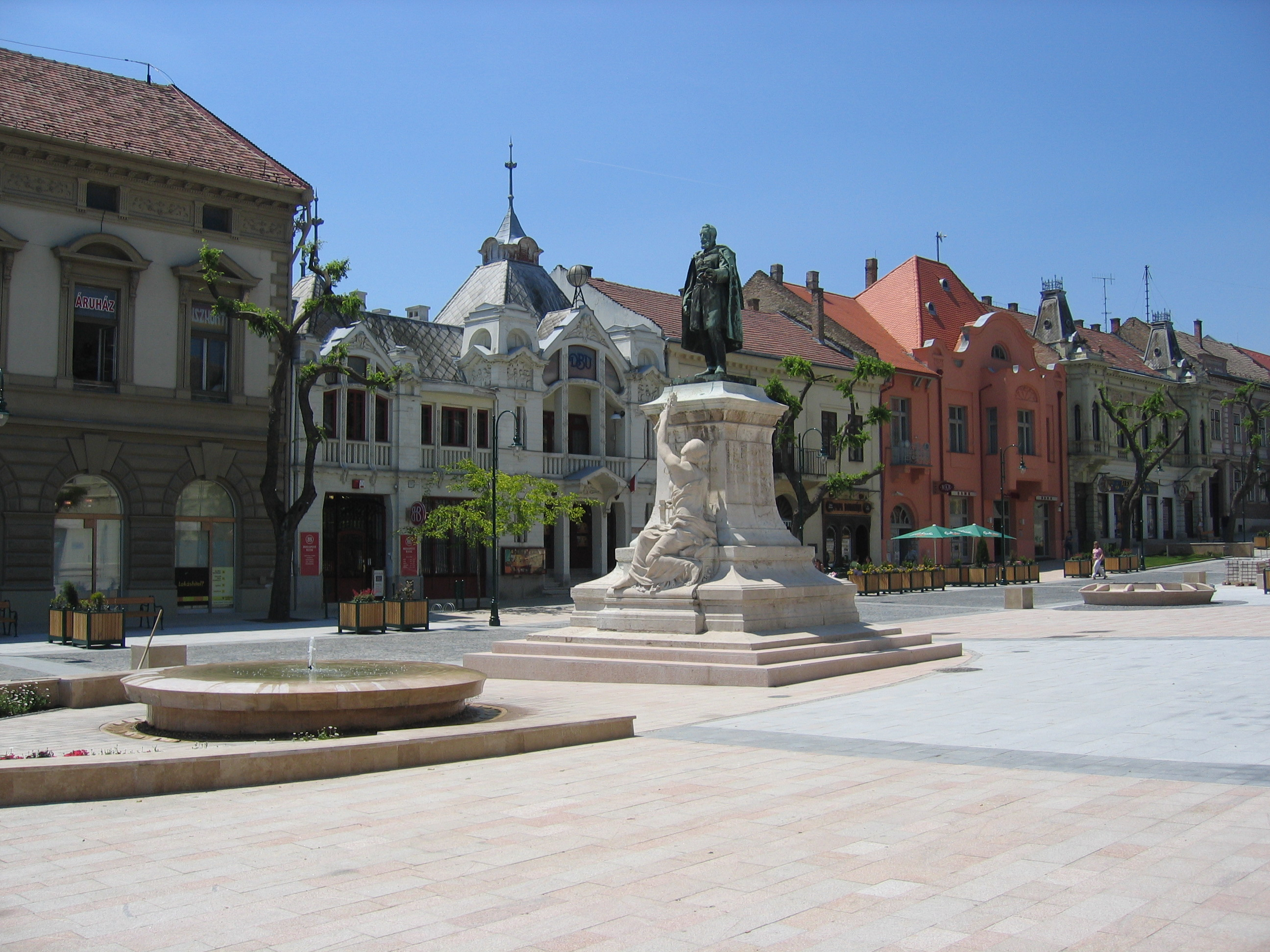
Garay János szobra, Garay tér, Szekszárd

### Járások 1950–1983 között
Az 1950-es megyerendezés előtt Tolna vármegye hat járása és székhelyeik a következők voltak: Dombóvári (Dombóvár), Dunaföldvári (Paks), Központi (Szekszárd), Simontornyai (Gyönk), Tamási (Tamási) és Völgységi járás (Bonyhád).
Az 1950-es járásrendezés után 1950. június 1-jétől valamennyi járás a székhelye nevét viselte, így a megye hat járásának elnevezése Bonyhádi, Dombóvári, Gyönki, Paksi, Szekszárdi és Tamási járás lett.
Ezt követően 1983-ig a hatból három járás szűnt meg: a Gyönki (1962-ben legnagyobb részét a Tamási járáshoz, néhány községét pedig a Bonyhádi, a Paksi és a Szekszárdi járáshoz csatolták), a Dombóvári (1974 végén egy községét a Bonyhádi járáshoz, a többit a Dombóvári városkörnyékhez osztották be) és a Bonyhádi (1978 végén nagy részét a Bonyhádi városkörnyékhez, néhány községét pedig a Szekszárdi és a Tamási járáshoz csatolták).
A járások megszűnésekor, 1983 végén tehát a megyéhez három járás tartozott: a Paksi, a Szekszárdi és a Tamási.

### Városok 1950–1983 között
Az 1950-es megyerendezéskor Tolna megyéhez egyetlen megyei város tartozott, a megyeszékhely, Szekszárd.
1983-ig még három település szerzett városi rangot a megyében: Dombóvár (1970-ben), Bonyhád (1977-ben) és Paks (1978-ban), így 1983-ra a városok száma négyre nőtt.
A megye városainak jogállása a tanácsok megalakulásától 1954-ig közvetlenül a megyei tanács alá rendelt város volt, 1954 és 1971 között járási jogú város, azután pedig egyszerűen város.

### Városkörnyékek 1971–1983 között
Tolna megye városai közül 1983-ig három körül alakult városkörnyék: a Dombóvári 1974-ben (a megszűnő Dombóvári járás szinte egészéből), a Bonyhádi 1978 végén (a megszűnő Bonyhádi járás nagy részéből), a Szekszárdi pedig 1981 végén (a Szekszárdi járás néhány községéből).

### Városok és városi jogú nagyközségek 1984–1990 között
1984. január 1-jén valamennyi járás megszűnt az országban és a megye valamennyi városa városkörnyékközponttá vált, beleértve az egyidejűleg várossá alakult Tamásit is. 1989-ben városi rangot kapott még Dunaföldvár és Tolna de ezek már nem lettek városkörnyékközpontok. Ezzel 1990-re a megye városainak száma hétre nőtt.

## Önkormányzat és közigazgatás

### Vármegyei közgyűlés
A vármegye önkormányzatának legfőbb döntéshozó testülete. Tagjai a választópolgárok által ötévente, az önkormányzati választásokon megválasztott képviselők. A közgyűlés feladatai közé tartozik a megyei fejlesztési tervek, közlekedési, területrendezési és gazdaságfejlesztési programok kidolgozása és elfogadása, valamint az európai uniós források felhasználásának koordinálása. Mivel a vármegyei önkormányzatok nem tartoznak közvetlenül az oktatási, egészségügyi vagy szociális intézmények fenntartásához, inkább stratégiai, területfejlesztési szerepük van. A közgyűlést az elnök vezeti, aki a testület tagjai közül kerül megválasztásra.
A 2019-es magyarországi önkormányzati választáson megválasztott Tolna megye közgyűlése 15 képviselőből állt, az alábbi pártösszetétellel:
| Párt | Párt                  | Mandátum | 2019-2024 megyei közgyűlés | 2019-2024 megyei közgyűlés | 2019-2024 megyei közgyűlés | 2019-2024 megyei közgyűlés | 2019-2024 megyei közgyűlés | 2019-2024 megyei közgyűlés | 2019-2024 megyei közgyűlés | 2019-2024 megyei közgyűlés | 2019-2024 megyei közgyűlés | 2019-2024 megyei közgyűlés |
| ---- | --------------------- | -------- | -------------------------- | -------------------------- | -------------------------- | -------------------------- | -------------------------- | -------------------------- | -------------------------- | -------------------------- | -------------------------- | -------------------------- |
|      | Fidesz-KDNP           | 10       |                            |                            |                            |                            |                            |                            |                            |                            |                            |                            |
|      | Demokratikus Koalíció | 2        |                            |                            |                            |                            |                            |                            |                            |                            |                            |                            |
|      | Momentum Mozgalom     | 1        |                            |                            |                            |                            |                            |                            |                            |                            |                            |                            |
|      | Jobbik                | 1        |                            |                            |                            |                            |                            |                            |                            |                            |                            |                            |
|      | MSZP                  | 1        |                            |                            |                            |                            |                            |                            |                            |                            |                            |                            |

A 2024-es magyarországi önkormányzati választáson megválasztott Tolna vármegye közgyűlése 15 képviselőből áll, az alábbi pártösszetétellel:

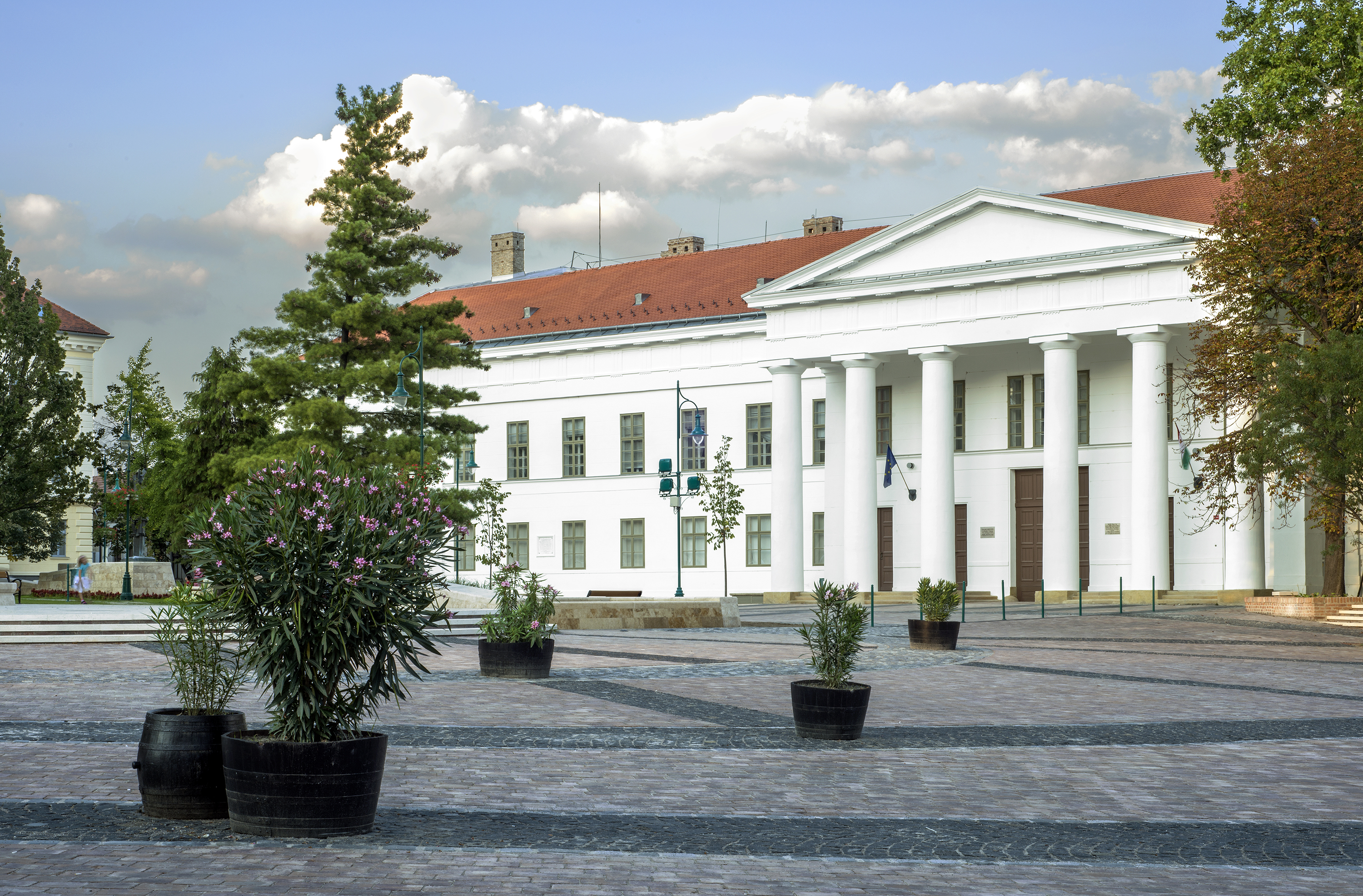
A vármegyeháza Szekszárdon

| Párt | Párt                  | Mandátum | 2024-2029 vármegyei közgyűlés | 2024-2029 vármegyei közgyűlés | 2024-2029 vármegyei közgyűlés | 2024-2029 vármegyei közgyűlés | 2024-2029 vármegyei közgyűlés | 2024-2029 vármegyei közgyűlés | 2024-2029 vármegyei közgyűlés | 2024-2029 vármegyei közgyűlés | 2024-2029 vármegyei közgyűlés | 2024-2029 vármegyei közgyűlés | 2024-2029 vármegyei közgyűlés |
| ---- | --------------------- | -------- | ----------------------------- | ----------------------------- | ----------------------------- | ----------------------------- | ----------------------------- | ----------------------------- | ----------------------------- | ----------------------------- | ----------------------------- | ----------------------------- | ----------------------------- |
|      | Fidesz-KDNP           | 11       |                               |                               |                               |                               |                               |                               |                               |                               |                               |                               |                               |
|      | Mi Hazánk Mozgalom    | 2        |                               |                               |                               |                               |                               |                               |                               |                               |                               |                               |                               |
|      | Momentum Mozgalom     | 1        |                               |                               |                               |                               |                               |                               |                               |                               |                               |                               |                               |
|      | Demokratikus Koalíció | 1        |                               |                               |                               |                               |                               |                               |                               |                               |                               |                               |                               |

### A Vármegyei Közgyűlés elnökei
A vármegyei közgyűlés elnöke a megyei önkormányzat vezetője, aki felelős a közgyűlés munkájának irányításáért és a döntéshozatalban való részvételért. Az elnök szerepe kulcsfontosságú a helyi közigazgatásban, mivel ő képviseli a vármegyét és összehangolja a megyei önkormányzati feladatok ellátását.
Feladatai közé tartozik a közgyűlés üléseinek összehívása és levezetése, valamint az önkormányzati döntések végrehajtásának felügyelete. Az elnök kapcsolatot tart az országos és helyi szervekkel, valamint a települési önkormányzatokkal, és biztosítja a megye érdekeinek képviseletét az országos döntéshozatalban. Emellett részt vesz a fejlesztési tervek kialakításában, és irányítja azokat a programokat, amelyek a megye gazdasági és társadalmi fejlődését szolgálják.
Az elnököt általában a közgyűlés tagjai választják meg, és munkáját a közgyűlés által választott alelnökök segítik. A közgyűlés elnöke Fehérvári Tamás, a FIDESZ-KDNP képviselője. Főállású alelnök Ribányi Zsolt, társadalmi megbízatású alelnök Kapitány Zsolt (mindketten a FIDESZ-KDNP képviselői).
A végrehajtási feladatokat az önkormányzati hivatal látja el. A hivatal főjegyzője dr. Baranyai Eszter, az aljegyző dr. Ritter Beáta.
| #. | Elnök                  | Párt | Párt        | Megválasztva                        | Hivatalban töltött idő |
| -- | ---------------------- | ---- | ----------- | ----------------------------------- | ---------------------- |
| 1. | Priger József          |      | MDF         | 1990. december 17.                  | 4 év                   |
| 2. | Bach József            |      | MSZP        | 1994. december 22.                  | 3 év 10 hónap          |
| 3. | Koltai Tamás           |      | Fidesz      | 1998. november 2.                   | 4 év                   |
| 4. | Frankné Kovács Szilvia |      | MSZP        | 2002. november 4.                   | 3 év 11 hónap          |
| 5. | Puskás Imre            |      | Fidesz-KDNP | 2006. október 16. 2010. október 14. | 8 év                   |
| 6. | Fehérvári Tamás        |      | Fidesz-KDNP | 2014. október 21.                   | hivatalban             |

### Járások
Tolna megye járásainak főbb adatai a 2013. július 15-ei közigazgatási beosztás szerint az alábbiak:
| Járás neve       | Székhely  | Település | Ebből város | Népesség (2013. január 1.) | Népesség (2022. október 1.) | Változás | Terület (km²) | Népsűrűség (fő/km²) |
| ---------------- | --------- | --------- | ----------- | -------------------------- | --------------------------- | -------- | ------------- | ------------------- |
| Bonyhádi járás   | Bonyhád   | 25        | 2           | 31 582                     | 28 036                      | −11,23%  | 476,77        | 58,8                |
| Dombóvári járás  | Dombóvár  | 16        | 1           | 32 333                     | 29 039                      | −10,19%  | 509,02        | 57                  |
| Paksi járás      | Paks      | 15        | 2           | 49 610                     | 45 396                      | −8,49%   | 836           | 54,3                |
| Szekszárdi járás | Szekszárd | 17        | 2           | 59 412                     | 53 521                      | −9,92%   | 656,18        | 81,5                |
| Tamási járás     | Tamási    | 32        | 3           | 38 795                     | 34 547                      | −10,95%  | 1 019,94      | 33,8                |
| Tolnai járás     | Tolna     | 4         | 1           | 18 210                     | 17 392                      | −4,49%   | 205,24        | 84,7                |

### Kistérségek
Tolna megye megszűnt kistérségeinek főbb adatai a 2013. július 15-ei beosztás szerint az alábbiak:
| Kód  | Kistérség neve       | Központ   | Település | Ebből város | Népesség (2013. január 1.) | Terület (km²) | Népsűrűség (fő/km²) |
| ---- | -------------------- | --------- | --------- | ----------- | -------------------------- | ------------- | ------------------- |
| 4701 | Bonyhádi kistérség   | Bonyhád   | 21        | 2           | 28 118                     | 377,46        | 74                  |
| 4702 | Dombóvári kistérség  | Dombóvár  | 16        | 1           | 32 333                     | 509,02        | 64                  |
| 4703 | Paksi kistérség      | Paks      | 14        | 2           | 47 314                     | 765,07        | 62                  |
| 4704 | Szekszárdi kistérség | Szekszárd | 26        | 3           | 83 382                     | 1 031,66      | 81                  |
| 4705 | Tamási kistérség     | Tamási    | 32        | 3           | 38 795                     | 1 019,94      | 38                  |

### Országgyűlési képviselők
Magyarországon az országgyűlési választások során az ország területét egyéni választókerületekre osztják, és mindegyik kerületnek egy képviselője van a parlamentben, akit közvetlenül választanak. Az egyéni választókerületek országgyűlési képviselői tehát azok a politikusok, akik egy-egy adott földrajzi terület választópolgárait képviselik az Országgyűlésben.
Az egyéni választókerületek képviselői általában valamelyik párt jelöltjei, de független képviselők is indulhatnak a választáson. A választókerületek képviselői meghatározó szereplők, mivel közvetlen kapcsolatban állnak választóikkal, és elsősorban az adott terület helyi érdekeit képviselik az országos politikai döntéshozatalban.
| Választókerület                                             | Székhely  | Képviselő       | Párt | Párt        |
| ----------------------------------------------------------- | --------- | --------------- | ---- | ----------- |
| Tolna vármegyei 1. sz. országgyűlési egyéni választókerület | Szekszárd | Horváth István  |      | Fidesz–KDNP |
| Tolna vármegyei 2. sz. országgyűlési egyéni választókerület | Dombóvár  | Csibi Krisztina |      | Fidesz–KDNP |
| Tolna vármegyei 3. sz. országgyűlési egyéni választókerület | Paks      | Süli János      |      | Fidesz–KDNP |

## Népesség
Az évszázadok folyamán a megyének igen vegyes lakossága alakult ki, amelyek közül a legjelentősebbek a dunai svábok voltak, akiket azonban a második világháború után jórészt kitelepítettek, és a helyükre bukovinai székelyeket és felvidékieket költöztettek.
A megye elnevezése a nemzetiségek nyelvén: németül: Komitat Tolnau, szerbül: Толна жупанија horvátul: Tolnanska županija, szlovákul: Tolnianska župa.

A megye lakosságszáma 1980-as évektől fokozatosan csökken. 2022-ben a megye lakónépessége már az 1870-es évi értéket sem érte el.

### Nemzetiségek
Tolna vármegye lakóinak nemzetiségi összetétele 2011-ben
A vármegye lakosságának túlnyomó többsége magyar nemzetiségű, azonban a megye etnikai összetételét kisebbségi közösségek is gazdagítják. A 2011-es népszámlálás adatai szerint Tolna megye teljes népessége 230 361 fő volt, amelyből 214 953 fő nyilatkozott etnikai hovatartozásáról.
A magyar közösség dominanciája itt is egyértelmű: 194 685 fő, azaz a lakosság 90,57%-a vallotta magát magyarnak. A megye etnikai sokszínűségét azonban két jelentős kisebbségi közösség is meghatározza: a németek és a romák.
A német közösség létszáma 10 195 fő (4,74%), amely a megye második legnagyobb etnikai csoportját alkotja. Történelmi gyökereik egészen a 18. századig nyúlnak vissza, amikor a területre nagy számban telepítettek német ajkú családokat. A németek ma is fontos szerepet játszanak Tolna vármegye kulturális és társadalmi életében, ápolva nyelvi és hagyományos örökségüket.
A roma közösség létszáma 8 768 fő (4,08%), akik különösen a megye bizonyos vidéki térségeiben és városi körzeteiben vannak jelen. A roma közösség színesíti a helyi kultúrát, hozzájárulva a megye társadalmi sokszínűségéhez, miközben saját hagyományaikat és értékeiket is megőrzik.
A fennmaradó 1 305 fő (0,61%) más kisebbségekhez tartozik vagy nem meghatározható etnikai csoport tagja. Ezek közé tartozhatnak például szlovákok, románok vagy más kisebb nemzetiségi csoportok.
Fontos megjegyezni, hogy a népszámlálás során körülbelül 32 000 fő nem nyilatkozott etnikai hovatartozásáról, ami a megye teljes lakosságának körülbelül 13,9%-át teszi ki. Ez is rámutat Tolna megye demográfiai és etnikai összetételének további sokszínűségére.

### Vallás
Tolna vármegye lakóinak vallási összetétele 2022-ben
A 2011-es népszámlálási adatok alapján Tolna vármegye vallási összetétele figyelemre méltó sokszínűséget mutat, bár a keresztény vallások dominanciája egyértelműen megfigyelhető.
A legnagyobb vallási közösséget a katolikusok alkotják, számuk összesen 108 755 fő. Ebből 108 392 fő római katolikus, míg 331 fő görögkatolikus. A katolicizmus Tolna megyében mély történelmi gyökerekkel rendelkezik, és különösen a kisebb településeken van jelen erőteljesen, meghatározva a közösségi életet és a helyi hagyományokat.
A református egyház a második legnagyobb vallási felekezet a megyében, 18 533 fővel. A református közösségek főként a megye központi és keleti területein koncentrálódnak, és jelentős szerepet játszanak a helyi kulturális és társadalmi életben.
Az evangélikus egyházhoz tartozók száma 6 800 fő, akik elsősorban a megye egyes vidéki térségeiben élnek. Ezek a közösségek többnyire a német és más protestáns gyökerű betelepítések révén alakultak ki, amelyek máig hatással vannak a megye kulturális sokszínűségére.
Más vallásokhoz vagy kisebb keresztény közösségekhez 2 734 fő tartozik. Ez a szám jól tükrözi a megye vallási sokféleségét, hiszen olyan csoportokat foglal magában, amelyek jelenléte kisebb, de jelentőségük kulturálisan és közösségileg meghatározó lehet.
A nem vallásos közösségek és ateisták Tolna vármegyében szintén jelentős részt képviselnek. Nem vallásosnak 35 803 fő vallotta magát, míg ateistának 2 194 fő. Ezek a csoportok általában a modernizációval jobban érintett nagyobb városokban és azok környezetében találhatók meg nagyobb arányban.

A népszámlálás során 55 542 fő nem nyilatkozott vallási hovatartozásáról. Ez a megye teljes lakosságának jelentős részét teszi ki, és tovább árnyalja a vallási és kulturális sokszínűségét, miközben azt is mutatja, hogy sokan nem kívánták vagy nem tudták egyértelműen meghatározni vallási identitásukat.

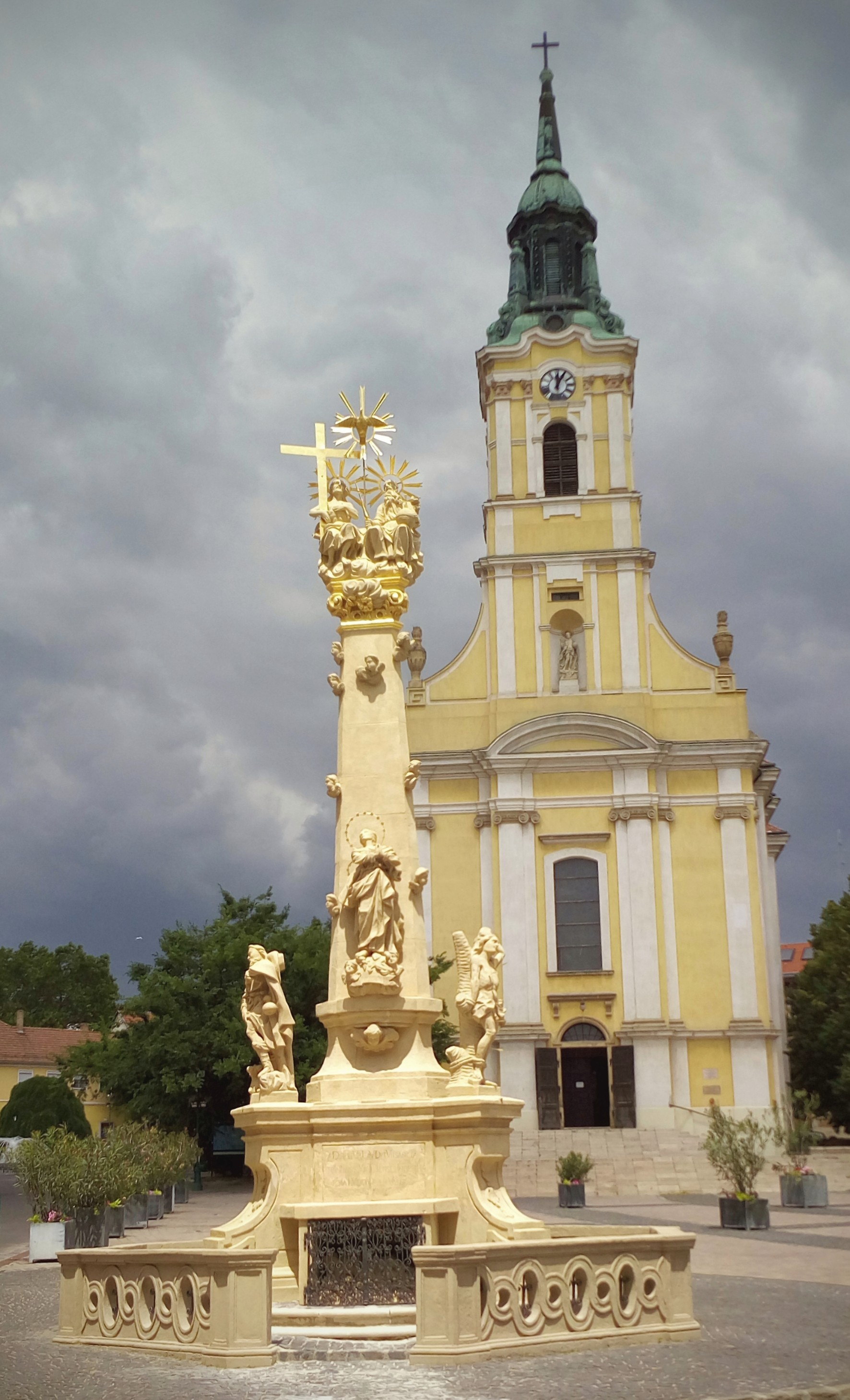
A szekszárdi Belvárosi templom
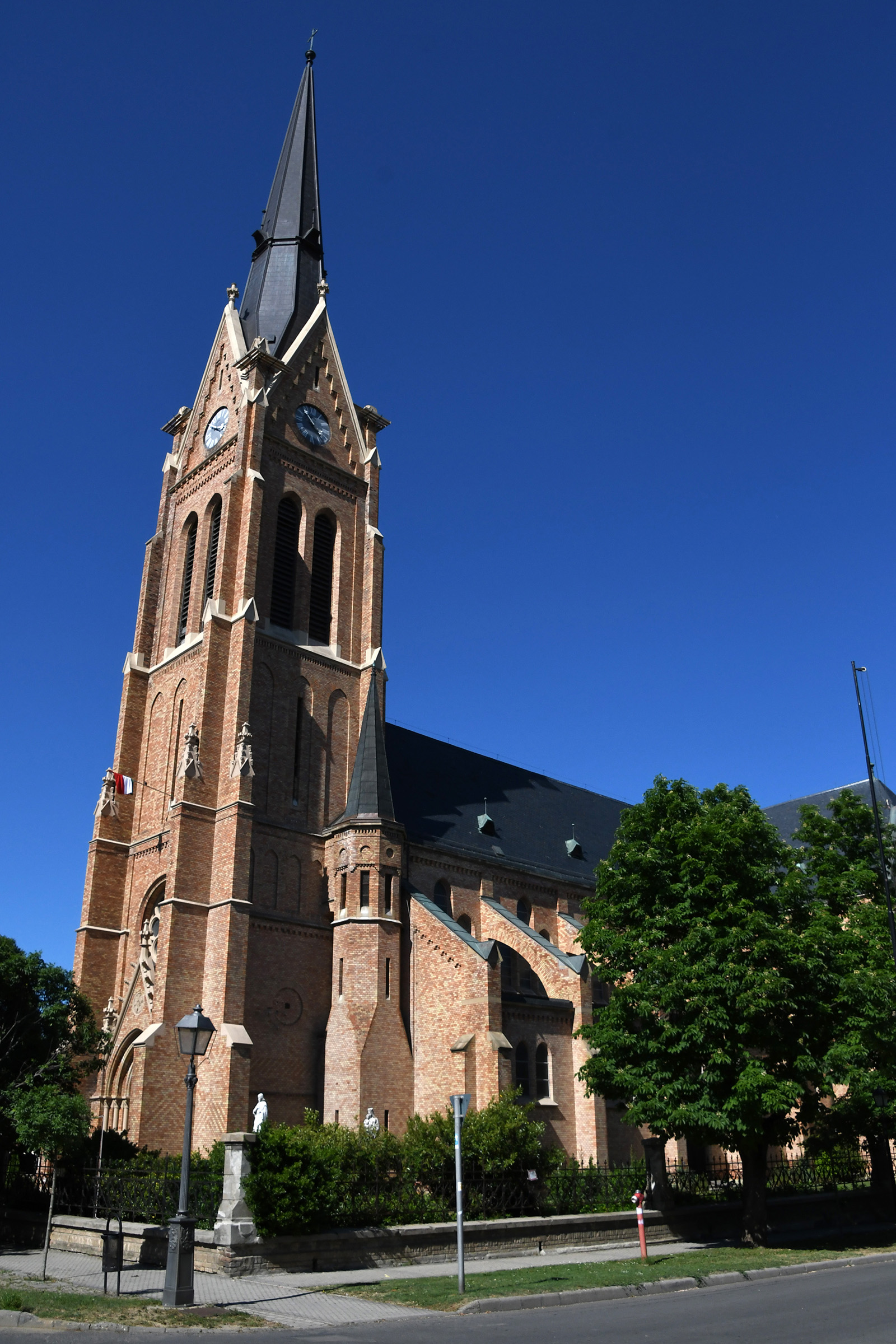
A bátaszéki Nagyboldogasszony-templom
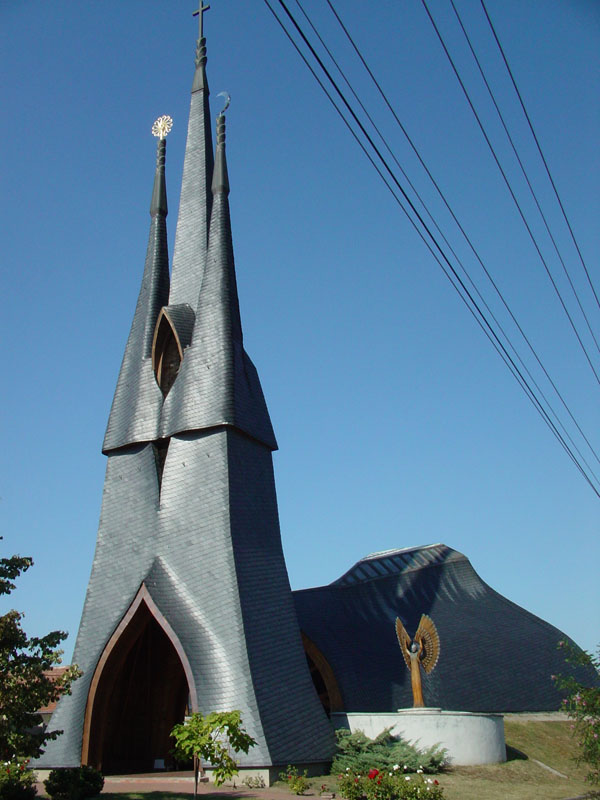
A paksi Szentlélek-templom
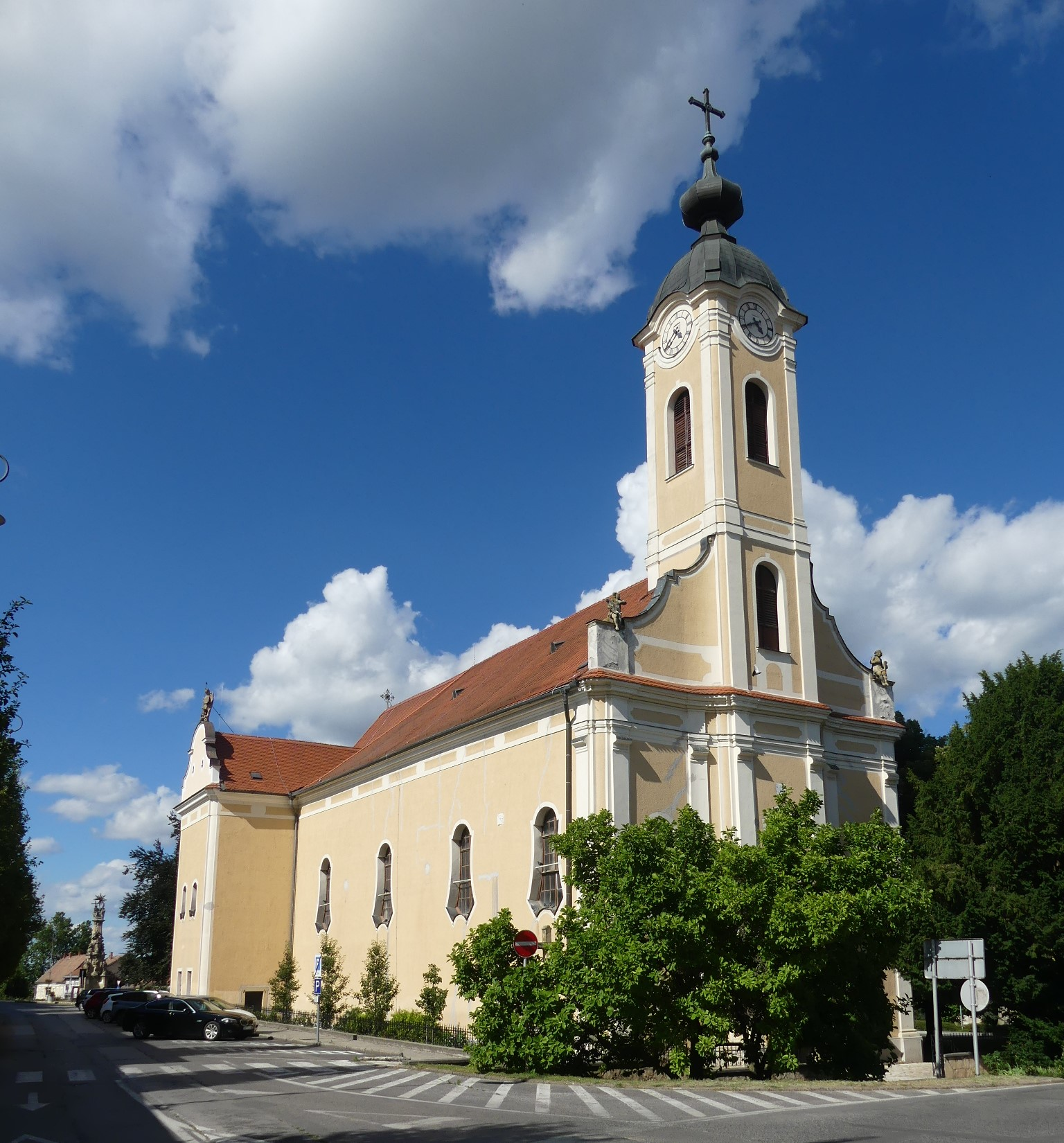
A bonyhádi Szeplőtlen Fogantatás-templom
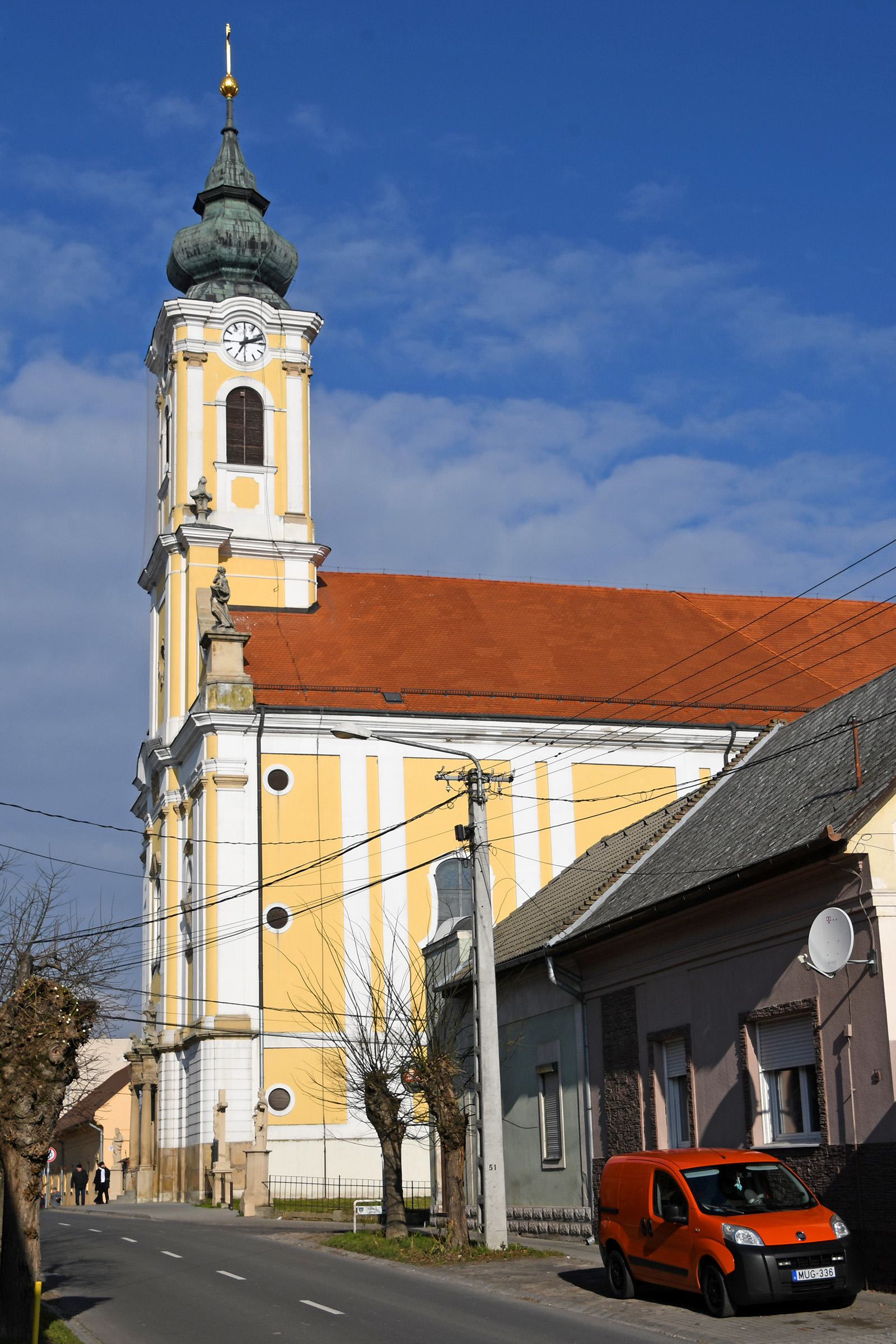
A tolnai Nagyboldogasszony-templom

## Gazdaság
A megye legnagyobb nyereségű cégei a 2006-os adózott eredmény szerint (zárójelben az országos toplistán elfoglalt helyezés):
1. MVM Paksi Atomerőmű Zrt. (110.)
2. Tolnagro Kft. (423.)

A megye további nagy és ismert cégei közé tartozik a Tolnatej Zrt., a Tarr Kft., valamint a dunaföldvári bioetanolgyár.

### Mezőgazdaság
Tolna vármegye Magyarország egyik jelentős mezőgazdasági térsége, ahol a kedvező természeti adottságok és a fejlett agrárinfrastruktúra hozzájárulnak a mezőgazdaság sokszínűségéhez és eredményességéhez. A mezőgazdaságnak kedvez, hogy a megye folyókban gazdag.
A megye területén a szántóföldi növénytermesztés dominál. A főbb termesztett növények közé tartoznak a kalászos gabonák, a kukorica, a szója, a napraforgó és a lucerna. Ezen termények nemcsak a piacra kerülnek, hanem az állattenyésztés takarmányszükségletét is kielégítik. A modern technológiák és fajták alkalmazása révén a termelés magas minőségi és mennyiségi színvonalat ér el.

Az állattenyésztés terén a szarvasmarha-tenyésztés kiemelkedő szerepet játszik. A Szekszárdi Mezőgazdasági Zrt. például mintegy 650-700 egyedből álló, magas genetikai értékű holstein-fríz tejelő tehénállománnyal rendelkezik. Az állatok takarmányszükségletét nagyrészt a saját növénytermesztési ágazat biztosítja, ami hozzájárul a gazdálkodás hatékonyságához és fenntarthatóságához.

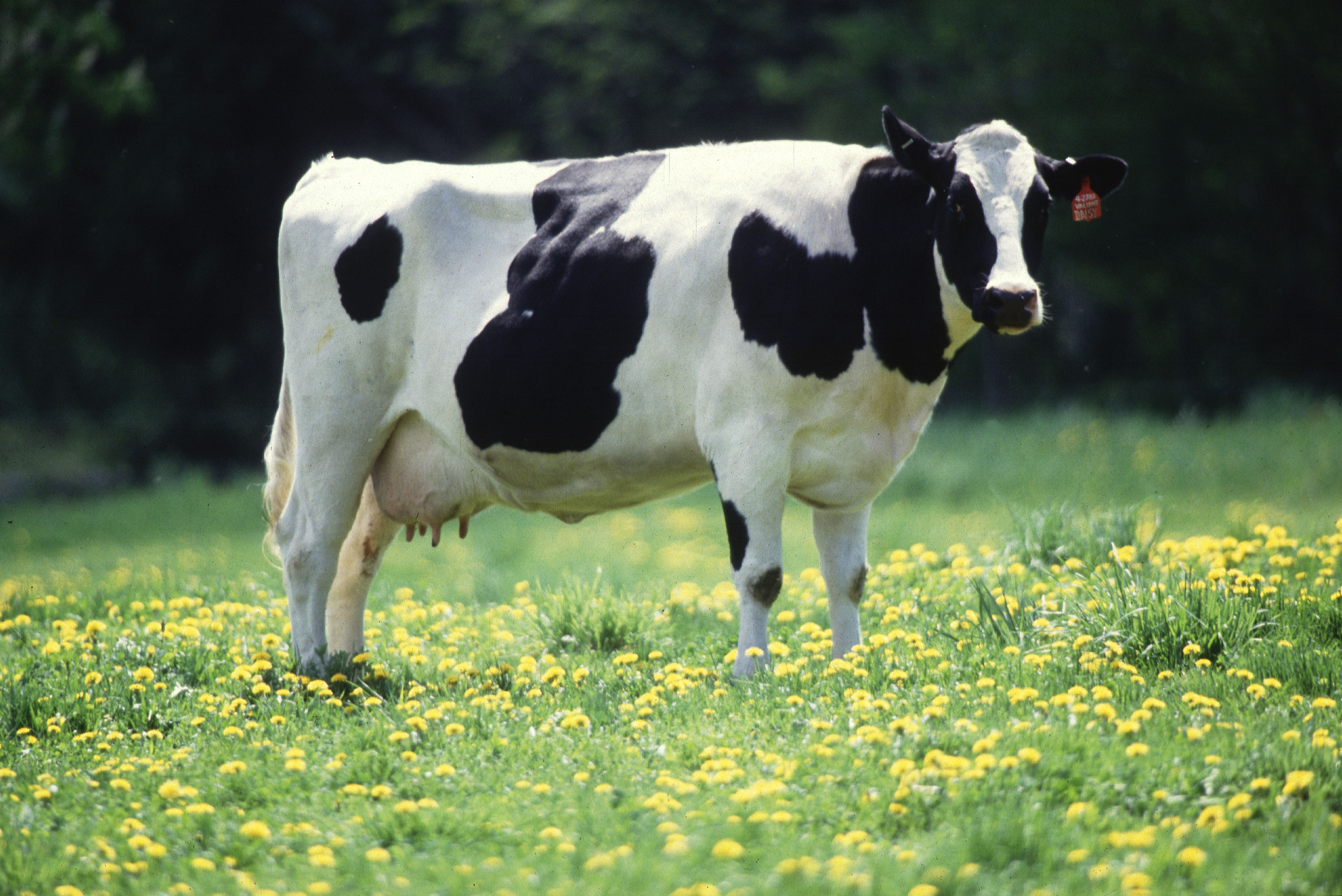
Egy holstein-fríz szarvasmarha

A megye mezőgazdasági vállalkozásai nagy hangsúlyt fektetnek a gépesítésre és a technológiai fejlesztésekre. Az Agro-Tipp Kft. például nemrégiben avatta fel Tolna vármegye legnagyobb mezőgazdasági szervizét, egy 10 beállásos korszerű szerelőcsarnokot, amely a legnagyobb mezőgazdasági gépek javítására is alkalmas.
A mezőgazdaság jelentős foglalkoztató a megyében, számos munkalehetőséget kínálva a helyi lakosság számára. Az álláshirdetések között megtalálhatók például szőlészeti és kertészeti gépszerelő, mezőgazdasági szervizspecialista, valamint növényvédő gép kezelő pozíciók is.

### Ipar
A vármegye ipara az 1960-as évekig kevésbé volt fejlett, azonban az 1970-es évek tervezett iparosítása jelentős változásokat hozott. Budapesti vállalatok fióktelepeket nyitottak a megye városaiban és községeiben, ami hozzájárult az ipari tevékenység fellendüléséhez.
A megye iparának egyik legmeghatározóbb eleme a Paksi Atomerőmű, amely Magyarország egyetlen nukleáris erőműve és az országos villamosenergia-termelés felét adja. Az erőmű építése az 1970-es évek közepén kezdődött, és az 1980-as évek közepére négy reaktorblokkja működött.
A múltban a megye több települése is híres volt ipari termékeiről. A bonyhádi zománc, a simontornyai bőr, valamint a tolnai és szekszárdi selyem termékek országos hírnévre tettek szert. Ezek az iparágak mára háttérbe szorultak, de történelmi jelentőségük megmaradt.

Az utóbbi évtizedekben a megye élelmiszer- és feldolgozóipara is jelentős pozíciót vívott ki magának. A helyi mezőgazdasági termékek feldolgozása révén a megye egyre több élelmiszeripari termékkel van jelen a piacon.

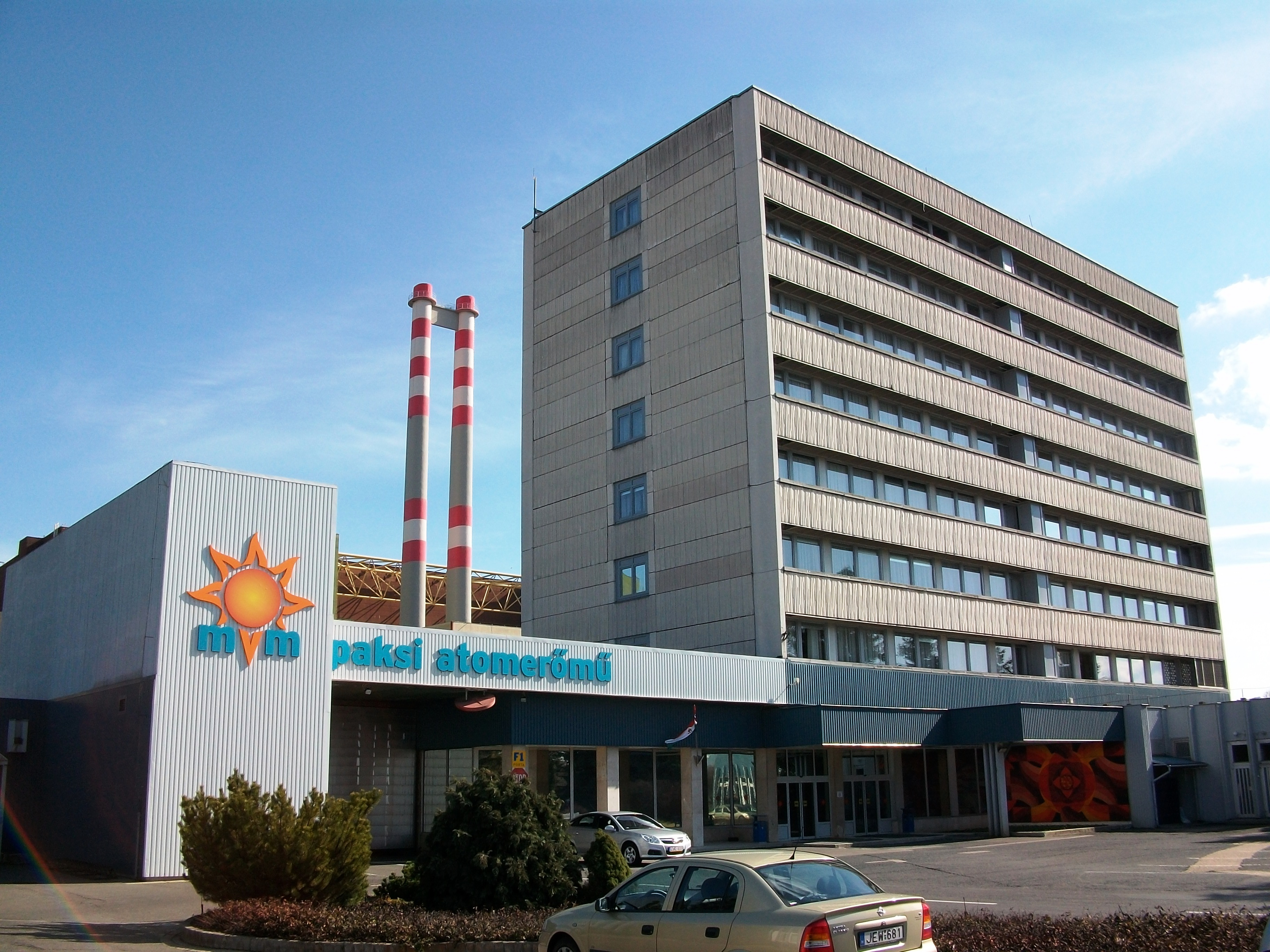
A Paksi Atomerőmű bejárata

### Bányászat
Tolna bányászata a vármegye földtani adottságaihoz mérten szerényebb, mégis több olyan vonatkozásban is jelentőséggel bírt, ami markánsan alakította a helyi gazdaságot és településhálózatot – különösen a nemfémes ásványkincsek és az energiahordozók terén.
Elsősorban a lignit jelenléte volt számottevő, főleg a megye északi, Dombóvár–Tamási térségi részein. Ez a barnásszínű, közepes fűtőértékkel bíró ásvány a 20. század folyamán helyi fűtőanyagként szolgált, különösen ott, ahol nem érhető el földgáz. Bár Dél-Dunántúl más megyéihez képest kisebb volumenben termelték ki, a lignit bányászat mégis fontos szerepet töltött be a vidék energetikájában és az iparosodás elősegítésében.
Nem ez volt azonban Tolna megye egyedüli bányászati ágazata. A folyóvölgyek – különösen a Duna, Sió és Kapos környéke – mentén megtalálható kavics és homok lelőhelyek biztosították az építőipar számára nélkülözhetetlen alapanyagokat. Ezek a kőzetek hozzá járultak utak, vasutak, hidak kiépítéséhez; kibányászásuk ma is folyamatban van, bár helyi szinten. Kiegészítésként a kerámia- és téglaipar számára kiváló minőségű agyag is előfordult, ezzel alkotva együtt a helyi iparszerkezet másik pillérét.
A megye emellett termál- és gyógyvízkincsekben gazdag, amely nem klasszikus bányászat ugyan, de jelentőséggel bír. Tamási és Dombóvár mellett Pakson is találhatóak források, melyek a turizmust és a fürdőipart erősítik – így ezek a vízadók is stratégiai szempontból értékes földalatti „nyersanyagok”.

## Nyelvjárás
A magyar nyelvjárások közül a dél-dunántúli nyelvjárási régióhoz tartozik. Ez a régió a Dunántúl déli részét foglalja magában, és nyelvjárásai számos sajátos fonetikai és lexikai jellemzővel bírnak.

### Kiejtés
A dél-dunántúli nyelvjárásokban megfigyelhető néhány jellegzetes kiejtési sajátosság:
- Magánhangzók hosszúsága: A régióban gyakori a magánhangzók hosszúságának megváltozása, például a rövid magánhangzók megnyúlása vagy a hosszúak megrövidülése.
- Nyíltabb magánhangzók: A zárt "e" hang helyett gyakran nyíltabb "e" vagy "ä" hangot ejtenek, ami különösen a szóvégi helyzetekben figyelhető meg.
- Diftongusok használata: Bizonyos szavakban a magánhangzók kettőshangzókká (diftongusokká) alakulhatnak, például a "tej" szó ejtése "tej" helyett "tejj" lehet.

### Szókincs
A dél-dunántúli régióban, így Tolna megyében is, számos olyan kifejezés és szóhasználat található, amelyek eltérnek az irodalmi nyelvtől vagy más nyelvjárásoktól. Néhány példa:
- "Libikóka": A mérleghintát nevezik így a régióban.
- "Tepszi": A tepsi szó helyi változata.
- "Ágy(i)ruha": Az ágyneműre használt kifejezés.
- "Málna": Nemcsak a gyümölcsöt, hanem bármilyen szörpöt is jelenthet.
- "Maci": Bármilyen plüssfigurát így hívnak.
- "Tixó": A cellux ragasztószalag megnevezése.
- "Zöldség": A fehérrépát is jelenti.
- "Zsufa": Zömök, tömzsi jelentéssel bír.
- "Sámedli": A sámli helyi elnevezése.[32][33]

## Gasztronómia
Gasztronómiája a régió sokszínű kulturális és természeti adottságainak köszönhetően rendkívül változatos és gazdag. A megye területén található dombvidékek, szőlőskertekkel borított völgyek és apró falvakkal teli síkságok mind hozzájárulnak az egyedi kulináris élményekhez.
A megye gasztronómiáját jelentősen befolyásolják az itt élő különböző nemzetiségek hagyományai. A magyar lakosság mellett jelentős számban élnek itt németek, akik a "Schwäbische Türkei" (Sváb Törökország) néven ismert területen telepedtek le, valamint bukovinai székelyek is megtalálhatók a régióban. Ezen nemzetiségek konyhái mind hozzájárultak a megye gasztronómiai sokszínűségéhez.
A megye gasztronómiájának egyik különlegessége a dunai halászlé, amelyet gyakran tésztával, például gyufatésztával vagy szélesmetélttel tálalnak. Ez a szokás a helyi hagyományok része, és eltér más régiók halászlé-készítési módjaitól.
A szekszárdi mézeskalács-készítés több mint 200 éves múltra tekint vissza, és a helyi mesterek titkos receptjei generációról generációra öröklődnek. Ez a hagyományos édesség a megye egyik gasztronómiai büszkesége.
Szekszárd és környéke híres borvidék, ahol kiváló minőségű vörösborokat, különösen kadarkát és kékfrankost termelnek. A helyi borászatok és pincészetek nemcsak a borok minőségére, hanem a gasztronómiai élményekre is nagy hangsúlyt fektetnek, számos borvacsorát és kóstolót szervezve az idelátogatóknak.

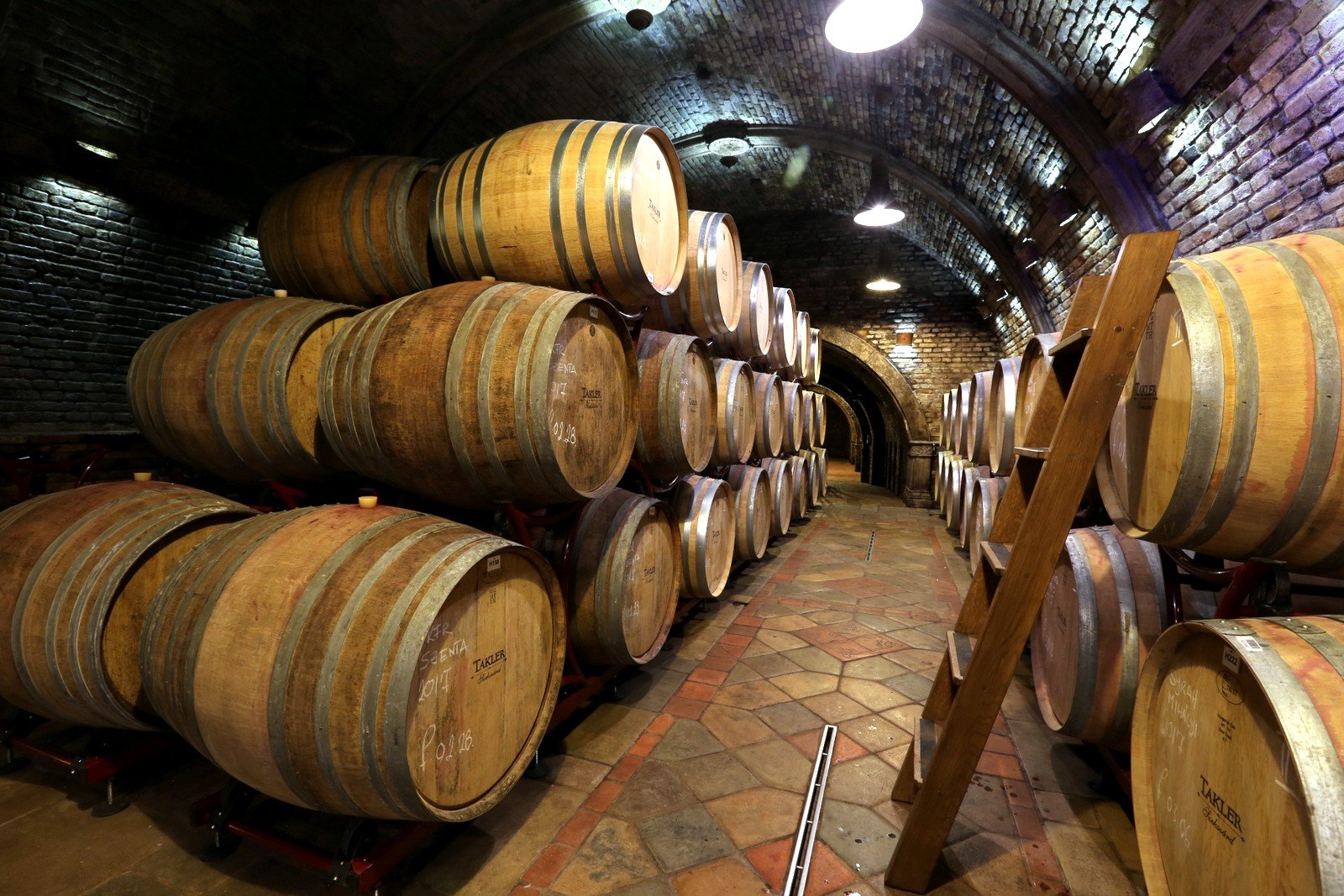
A Tankler pincészet boroshordói

A megye számos gasztronómiai rendezvénynek ad otthont, amelyek célja a helyi ételek és italok népszerűsítése. Ilyen esemény például a Szekszárdi Szüreti Napok, ahol a borok mellett a helyi ételek is központi szerepet kapnak. Ezek a rendezvények kiváló alkalmat nyújtanak a látogatóknak, hogy megismerjék Tolna megye kulináris hagyományait és specialitásait.

## Oktatás és köznevelés

### Általános iskolák
A vármegye oktatási rendszerében az általános iskolák fontos szerepet játszanak, és az egész megye területén számos intézmény található, amelyek a helyi közösségek oktatási igényeit szolgálják ki. Szekszárd városában például több általános iskola is működik, mint a Baka István Általános Iskola, amely a belvárosban található, és a környék egyik legnagyobb iskolai intézménye. Emellett a Garay János Általános Iskola és Alapfokú Művészeti Iskola is jelentős szereplő, amely nemcsak az általános iskolai oktatást biztosítja, hanem művészeti programokat is kínál a diákoknak.
Bonyhádon a korábbi Vörösmarty Mihály Általános Iskola beolvadásával létrejövő Petőfi Sándor Evangélikus Gimnázium, Kollégium és Általános Iskola evangélikus fenntartású intézményként működik, amely a helyi közösség számára egyedülálló lehetőségeket biztosít, többek között a gimnáziumi oktatás mellett. Paks városában a Bezerédj Általános Iskola található, amely a város központjában helyezkedik el és számos diák számára biztosít minőségi oktatást. Dombóváron pedig a Belvárosi Általános és Alapfokú Művészeti Iskola kínál változatos oktatási programokat, beleértve a művészeti képzést is.

### Középiskolák
Középiskolái széles körű oktatási lehetőségeket kínálnak a diákok számára, különböző szakterületeken és képzési formákban. A megye területén számos gimnázium, szakközépiskola és szakképző iskola működik, amelyek a közismereti tantárgyak mellett szakmai képzéseket is biztosítanak.
A megye több városában is találhatók gimnáziumok, amelyek a közismereti tantárgyak széles spektrumát kínálják. A megyeszékhely Szekszárdon az I. Béla Gimnázium, valamint a Garay János Gimnázium nyújtanak ilyen típusú oktatást. A megye két legrégebbi középfokú oktatási intézménye az egyaránt 1823-ban alapított Bonyhádi Petőfi Sándor Evangélikus Gimnázium és a gyönki Tolnai Lajos Gimnázium. Szintén jelentős múlttal és eredményes képzéssel rendelkezik a Dombóvári Illyés Gyula Gimnázium. Dunaföldváron a Magyar László Gimnázium, Pakson a Vak Bottyán Gimnázium, míg Bátaszéken a II. Géza Gimnázium biztosít képzési lehetőséget a diákoknak. A katolikus egyház két intézmény fenntartását vette át, ezek a Tamási Béri Balogh Ádám Katolikus Gimnázium és a Tolnai Szent István Katolikus Gimnázium.
A szakképzés területén a Tolna Megyei Szakképzési Centrum koordinálja a megye kilenc szakképző iskolájának tevékenységét, amelyek különböző szakmákban kínálnak képzéseket. Ezek az iskolák a közismereti tantárgyak mellett szakmai ismereteket is nyújtanak, elősegítve a diákok felkészülését a munkaerőpiacra. A megye legjelentősebb nem gimnázium típusú középiskolája a paksi Energetikai Technikum és Kollégium, korábbi és máig közismert nevén ESZI.
A megye területén olyan intézmények is működnek, amelyek speciális képzéseket kínálnak. Például a Kolping Iskola Szekszárdon közismereti és szakmai képzést egyaránt biztosít, lehetőséget adva a diákok számára az érettségi megszerzésére és különböző szakmák elsajátítására.

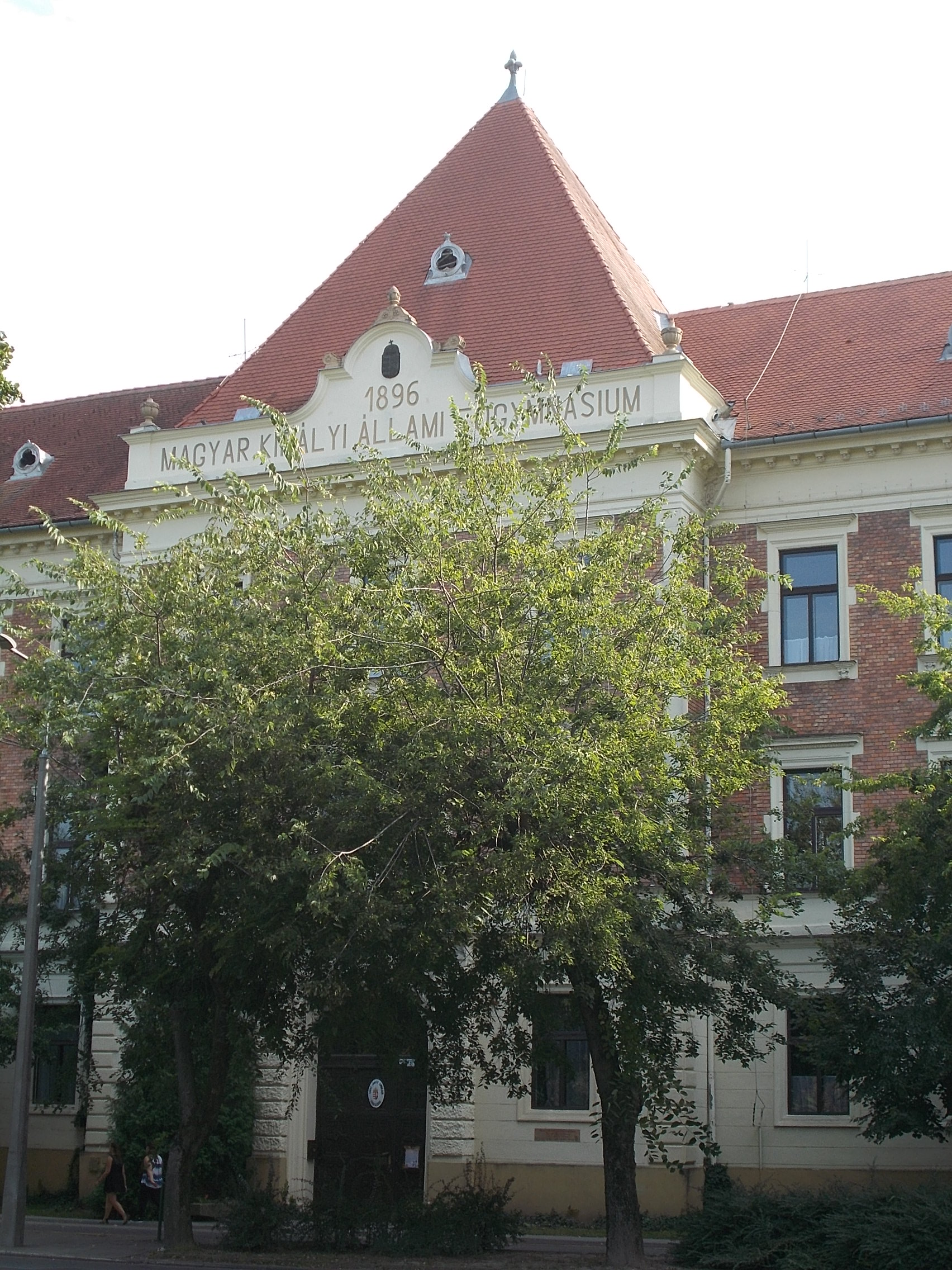
Garay János Gimnázium

### Felsőoktatás
A felsőoktatás területén a Pécsi Tudományegyetem (PTE) Illyés Gyula Főiskolai Kara jelentős szerepet tölt be. Ez az intézmény a megye egyetlen felsőoktatási intézményeként működik, és meghatározó képző és továbbképző központként szolgál a régióban.
A PTE Illyés Gyula Főiskolai Kara különböző alapképzéseket és mesterképzéseket kínál, amelyek a helyi közösség igényeire építenek. A kar folyamatosan bővíti képzési kínálatát, hogy megfeleljen a munkaerőpiac változó elvárásainak.
A felsőoktatási felvételi eljárás 2024. december 20-án indult, és a jelentkezési határidő 2025. február 15. A jelentkezők a felvi.hu oldalon keresztül nyújthatják be jelentkezésüket a 2025 szeptemberében induló képzésekre.
A PTE Illyés Gyula Főiskolai Kara szoros együttműködésben dolgozik a megye köznevelési intézményeivel, és számos iskolát támogat a pedagógusképzés területén. 2017-ben 38 köznevelési intézmény nyerte el a "PTE Partnerintézménye" címet, amelyek közül 13 általános iskola található Tolna megyében.

## Infrastruktúra és közlekedés

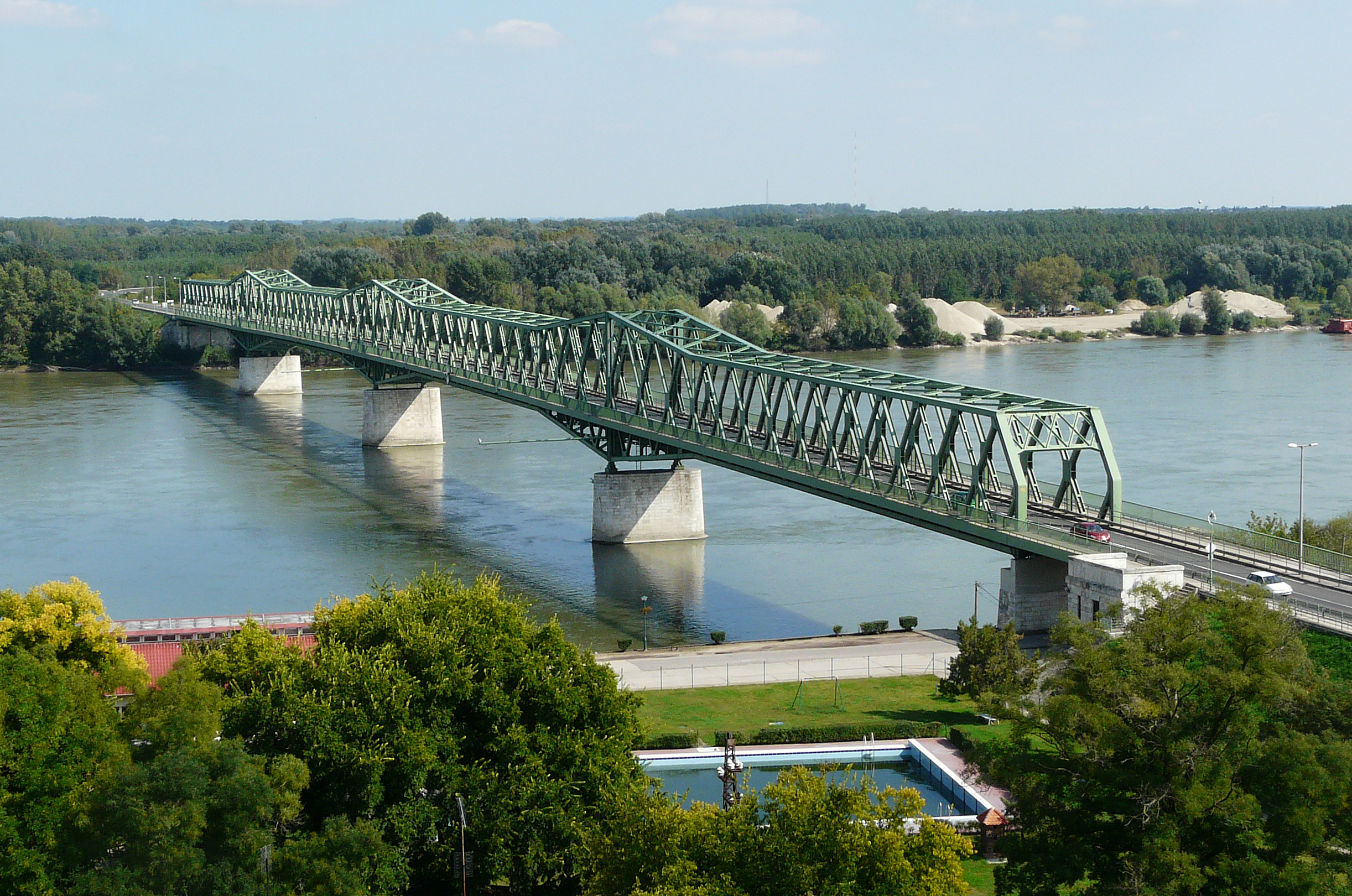
A dunaföldvári Beszédes József híd

### Közúti közlekedés
Tolna vármegye területén már az ókorban római hadiutak haladtak a limes mentén. Ennek leszármazottja a mai 6-os számú főút, amely a megye közlekedésének a gerincét adja. A megye nyugati felén a 61-es főút a meghatározó útvonal. Regionális jelentőségű még az 56-os, a 63-as, a 64-es, valamint a 65-ös főút. A közúti közlekedésben nagy változást hozott a 2010-ben átadott M6-os autópálya, amelynek a 4 alagútjából 2 a megye területére esik, köztük a leghosszabb is. A megye területén 3 hídon lehet átkelni a Dunán: A Beszédes József hídon Dunaföldvárnál, valamint a Szent László hídon Bogyiszló határában, valamint a Tomori Pál hídon Paks határában. A megye határától néhány kilométerre áll a Pentele híd és a Türr István híd.

### Autópályák
A vármegye közúthálózatának gerincét az M6-os autópálya és több országos jelentőségű főút alkotja, amelyek nemcsak a megye településeit kötik össze egymással, hanem kapcsolatot biztosítanak az ország más térségeihez, különösen Budapest, a Dél-Dunántúl és a Duna-Tisza köze irányába.

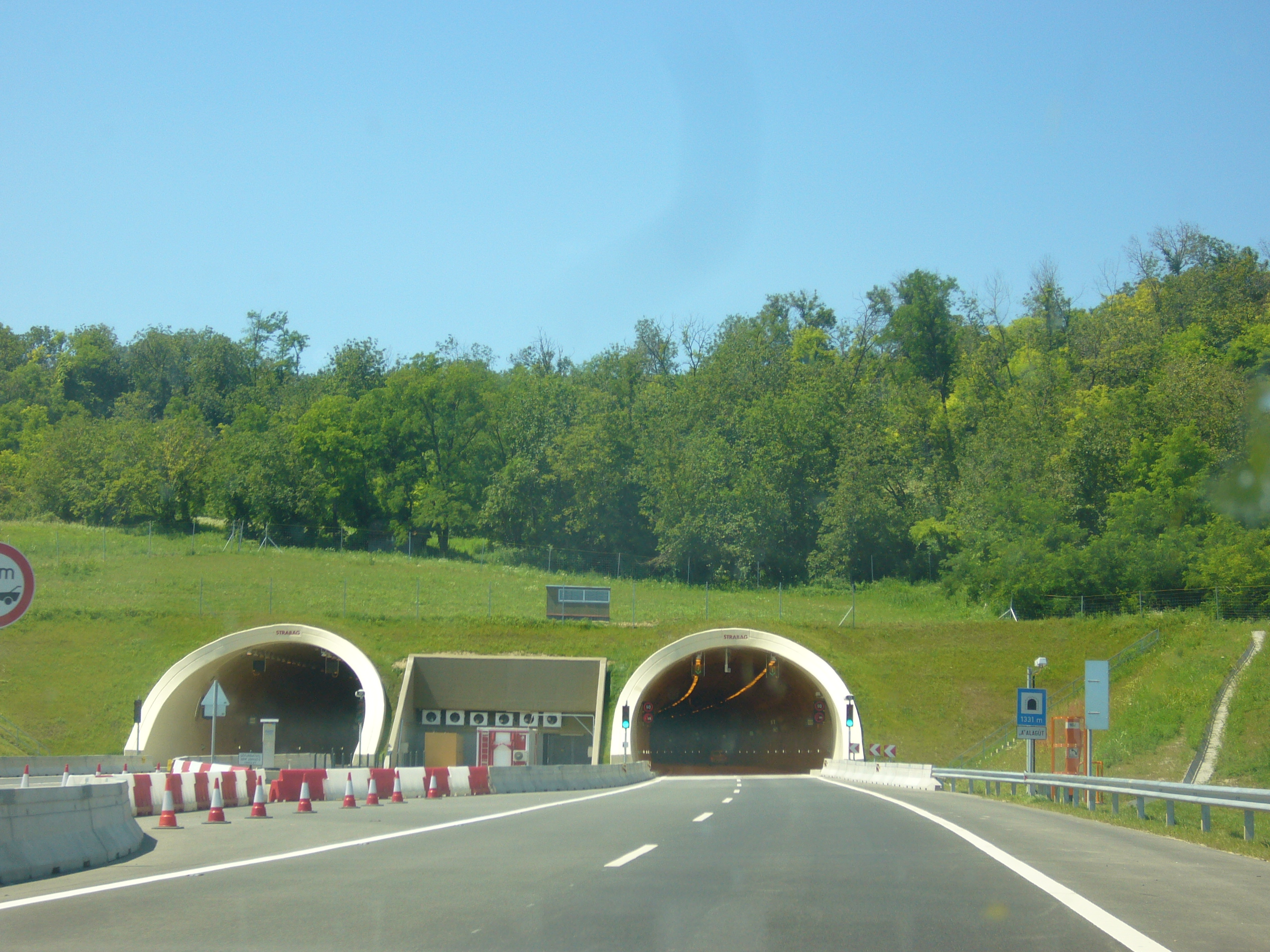
Alagútak Bátaszék határában az M6-os autópályán

A legfontosabb közlekedési tengely a Budapestről érkező M6-os autópálya, amely észak-déli irányban szeli át Tolna vármegyét. Az M6 különösen jelentős, mivel közvetlen összeköttetést teremt a főváros, Dunaújváros, Paks, Szekszárd és végül Pécs felé. A pálya Tolna megyei szakasza jól kiépített, 2x2 sávos autópálya, melynek sebességhatára 130 km/h. A megye területén az M6 több kijáratot biztosít – például Paks, Tolna és Szekszárd térségében – ezáltal gyors és hatékony kapcsolatot nyújt nemcsak a helyi közlekedéshez, hanem az országos hálózathoz is. Az autópálya kiemelt szerepet játszik a nemzetközi tranzitforgalomban is, mivel a jövőben tervezett meghosszabbítása révén közvetlen elérhetőséget biztosíthat Horvátország felé.
Az M9-es autópálya fejlesztése eddig inkább terv fázisban van, ám most komoly előrelépések történtek a Dombóvár–Kaposvár–Szekszárd tengely mentén. Nyomvonala még nem érinti közvetlenül Tolna belső részeit, de a déli irányú fejlesztések célja éppen a kapcsolódás a megyén belüli közlekedési hálózathoz. Az országos terveken belül az M9 főként Kaposvár–Szekszárd, illetve Dombóvár–Kaposvár szakaszokra fókuszál.
| Út | Európai út | Érintett települések, nagyobb kereszteződések                                                         | Hossz  | Hossz     | Hossz | Hossz     | Térkép |
| Út | Európai út | Érintett települések, nagyobb kereszteződések                                                         | Teljes | Elkészült | Épül  | Tervezett | Térkép |
| -- | ---------- | --- | ------ | --------- | ----- | --------- | ------ |
|    |            | Budafok-Tétény (M0) – Dunaújváros (M8) – Szekszárd (M9) – Bóly (M60 / M90) – Ivándárda / Horvátország | 194 km | 186 km    | 8 km  | —         |        |
|    |            | Szekszárd (M6) – Nemesnádudvar                                                                        | 31 km  | 21 km     | 0 km  | 10 km     |        |

### Főutak
A 6-os főút régi országos törzsvonal, amely a Duna vonalát követve köti össze Budapestet Pécs irányával. Bár szerepe az M6 átadásával csökkent, a helyi közlekedésben, valamint a kisebb települések összekötésében továbbra is meghatározó. A főút áthalad Bonyhádon, Szekszárdon és Pakson is, így alternatívaként is szolgálhat az autópálya mellett.
A 63-as főút Szekszárdtól indul, és északnyugati irányban halad Szedres és Cece felé, majd tovább Fejér megye irányába, míg a 61-es főút Dombóvár térségét köti össze Kaposvárral, valamint keleti irányban Szekszárddal és a 6-os főúttal. Ezek a főutak elsősorban a regionális forgalom szempontjából fontosak, ugyanakkor hozzájárulnak a megye belső elérhetőségéhez is.
A megyében halad még a 65-ös főút, amely Tamásitól indul, észak felé Iregszemcse irányában halad, végül Siófoknál csatlakozik a 7-es főúthoz és az M7-es autópályához. Ez az útvonal különösen fontos összeköttetést teremt Tolna megye és a Balaton térsége között.
Tolna megye közlekedési infrastruktúrája tehát jól kapcsolódik az országos gyorsforgalmi és főúthálózathoz. Bár egyes térségek – különösen a dombos-délkeleti régiók – kevésbé vannak bekapcsolva a gyorsforgalmi hálózatba, a főutak és az M6-os autópálya révén a megye közúti elérhetősége országos viszonylatban is kedvezőnek tekinthető.
| Út | Érintett települések                                                                                     | Hossz   | Térkép |
| -- | --- | ------- | ------ |
|    | Dunaföldvár – Paks – Tolna – Szekszárd – Bonyhád                                                         | 262 km  |        |
|    | Dunaföldvár                                                                                              | 64 km   | –      |
|    | Pörböly – Alsónyék – Bátaszék                                                                            | 122 km  | –      |
|    | Szekszárd – Őcsény – Decs – Várdomb – Alsónyék – Bátaszék – Báta                                         | 61 km   | –      |
|    | Dunaföldvár – Simontornya – Tolnanémedi – Pincehely – Tamási – Nagykónyi – Dombóvár – Kapospula – Attala | 198 km  | –      |
|    | Bikács – Nagydorog – Szedres – Szekszárd                                                                 | 90 km   |        |
|    | Simontornya                                                                                              | 37,5 km | –      |
|    | Iregszemcse – Tamási – Szakály – Hőgyész – Kéty – Zomba – Harc – Szekszárd                               | 84 km   | –      |
|    | Dombóvár – Kaposszekcső                                                                                  | 15,4 km | –      |

### Vasúti közlekedés
Dombóvár országos jelentőségű vasúti központ, a központi vasútállomása mellett rendelkezik egy másikkal is, míg Bátaszék szerepe a vonalbezárás és forgalomváltozás miatt erősen lecsökkent.

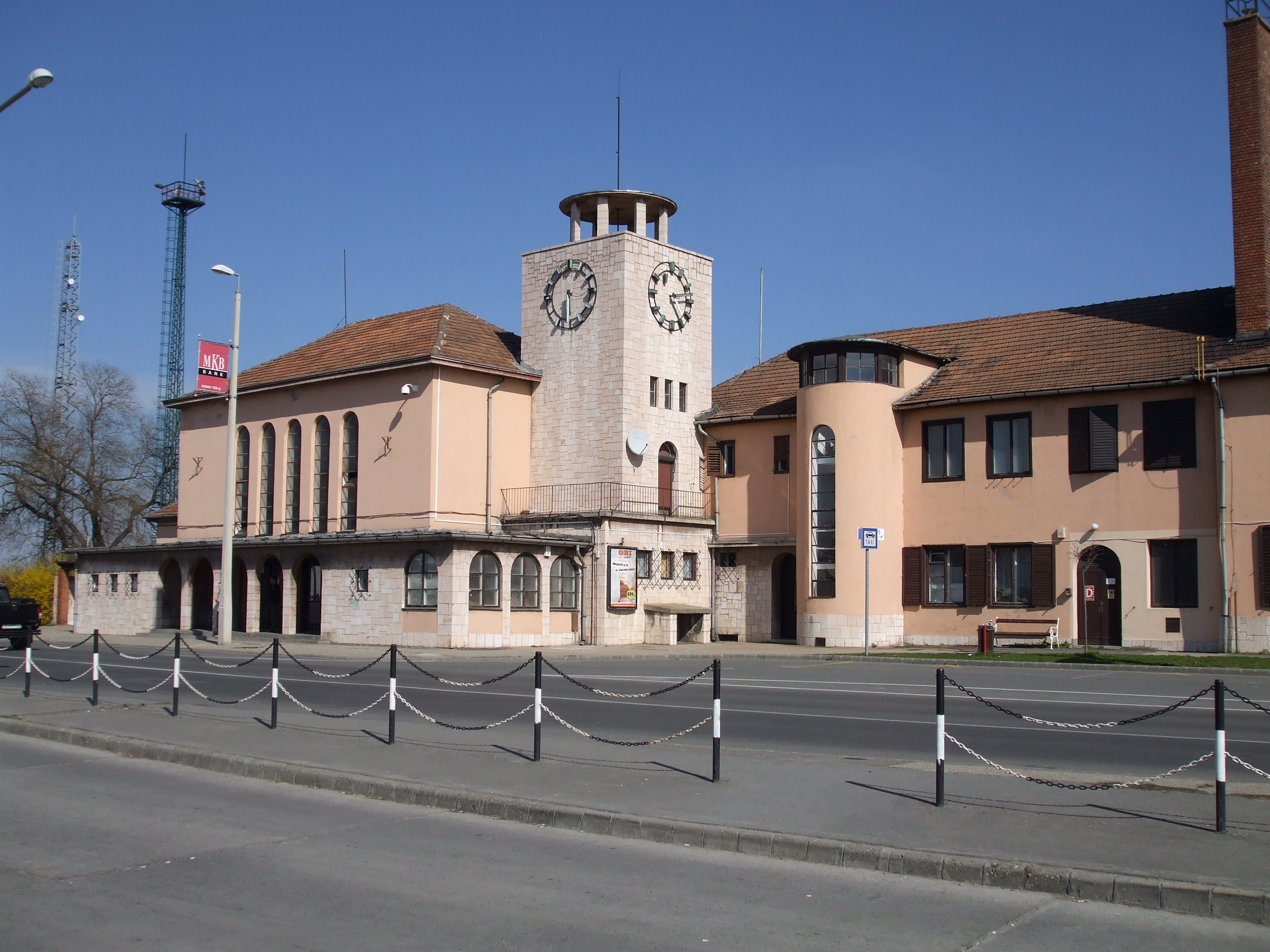
A szekszárdi vasútállomás a város felöl

A megyét érintő legjelentősebb vasútvonal a Budapestet Péccsel összekötő villamosított 40-es fővonal, illetve a Dombóvárról kiágazó 41-es fővonal, mely a szomszédos Somogy vármegye székhelyét, Kaposvárt kapcsolja be az országos vasúthálózatba. A megye további vasútvonalai a 42-es, 46-os (ez kapcsolja be a megyeszékhely Szekszárdot az országos vasúthálózatba), 50-es és 154-es számú nem villamosított vonalak. A Bátaszék–Pécsvárad szakasz, valamint a Dombóvár–Lepsény vonal felszámolásra került, valamint a 42-es számú vasútvonal Mezőfalva és Paks közötti szakaszán is leállt a személyforgalom. Mőcsény község határában található a megye leghosszabb, 607 méter hosszúságú vasúti alagútja.
A megyében több kisvasút is működött egykor, a Dombóvári Gazdasági Vasút felszámolásra került, de a Gemenci Állami Erdei Vasút a mai napig működik.

### Vízi közlekedés
A Duna fontos nemzetközi folyami hajózási útvonal. A Sió csak részben hajózható, teljesen csak a Balaton vízleengedésekor haladhatnak rajta végig a hajók. A Duna és a Sió közötti közlekedést az árvízvédelmi feladatokat is ellátó Árvízkapu biztosítja.

## Híres szülöttei
- II. Géza magyar király (Tolna, 1130 – Székesfehérvár, 1162. május 31.) Magyarország királya 1141 és 1162 között. Vak Béla és Ilona királyné legidősebb fia
- Müller Adolf (Tolna, 1801. október 7. – Bécs, 1886. július 29.) magyar származású osztrák zeneszerző, karmester
- Perczel Mór (Bonyhád, 1811. november 11. – Bonyhád, 1899. május 23.) Tolna vármegyei földbirtokos, honvédtábornok, az 1848–49 évi szabadságharc egyik katonai vezetője
- Garay János (Szekszárd, 1812. október 10. – Pest, 1853. november 5.) magyar költő, író, újságíró
- Hollós László (Szekszárd, 1859. június 18. – Szekszárd, 1940. február 16.) magyar botanikus, mikológus, a Magyar Tudományos Akadémia levelező tagja
- Aggházy Gyula (Dombóvár, 1850. március 20. – Budapest, 1919. május 13.) magyar festőművész, tanár. A müncheni naturalista művészeti irányzat egyik hazai képviselője
- Babits Mihály (Szekszárd, 1883. november 26. – Budapest, Krisztinaváros, 1941. augusztus 4.) költő, író, irodalomtörténész, műfordító, a 20. század eleji magyar irodalom jelentős alakja
- Illyés Gyula (Sárszentlőrinc, 1902. november 2. – Budapest, 1983. április 15.) háromszoros Kossuth-díjas magyar költő, író, drámaíró, műfordító
- Pákolitz István (Paks, 1919. szeptember 18. – Pécs, 1996. május 14.) József Attila-díjas (1963) magyar író, költő, pedagógus
- Lily Ebert, MBE (Bonyhád, 1923. december 29. – London, 2024. október 9.) angliai magyar holokauszt-túlélő, író
- Láng József (Szekszárd, 1934. január 5. –) Jászai Mari-díjas magyar színész, a József Attila Színház örökös tagja
- Bagossy László (Dombóvár, 1967. július 14. –) Jászai Mari-díjas (2004) magyar színházigazgató, színházi rendező, író, költő és egyetemi tanár
- Barabás Éva (Bonyhád, 1969. január 22. –) szerkesztő-riporter, műsorvezető. Az SOS Gyermekfalvak nagykövete
- Abaházi Csaba (Szekszárd, 1970. július 2. –) énekes, rádiós műsorvezető
- Kozmann György (Szekszárd, 1978. március 23. –) többszörös világ- és Európa-bajnok, kétszeres olimpiai bronzérmes magyar kenus
- Edelényi Vivien (Dombóvár, 1987. január 16. –) magyar színésznő

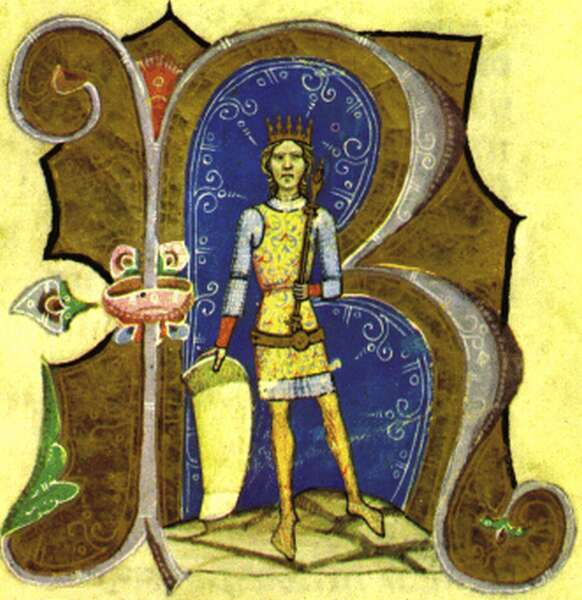
II. Géza magyar király
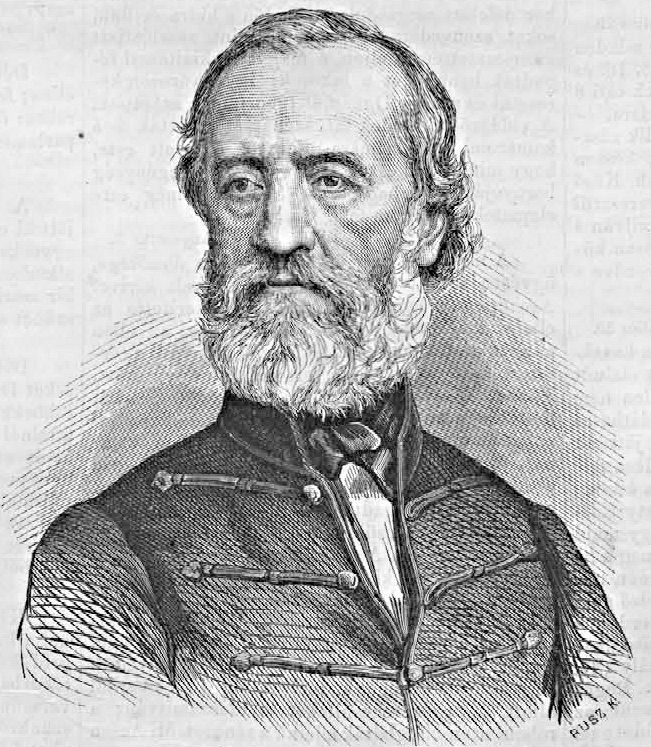
Perczel Mór
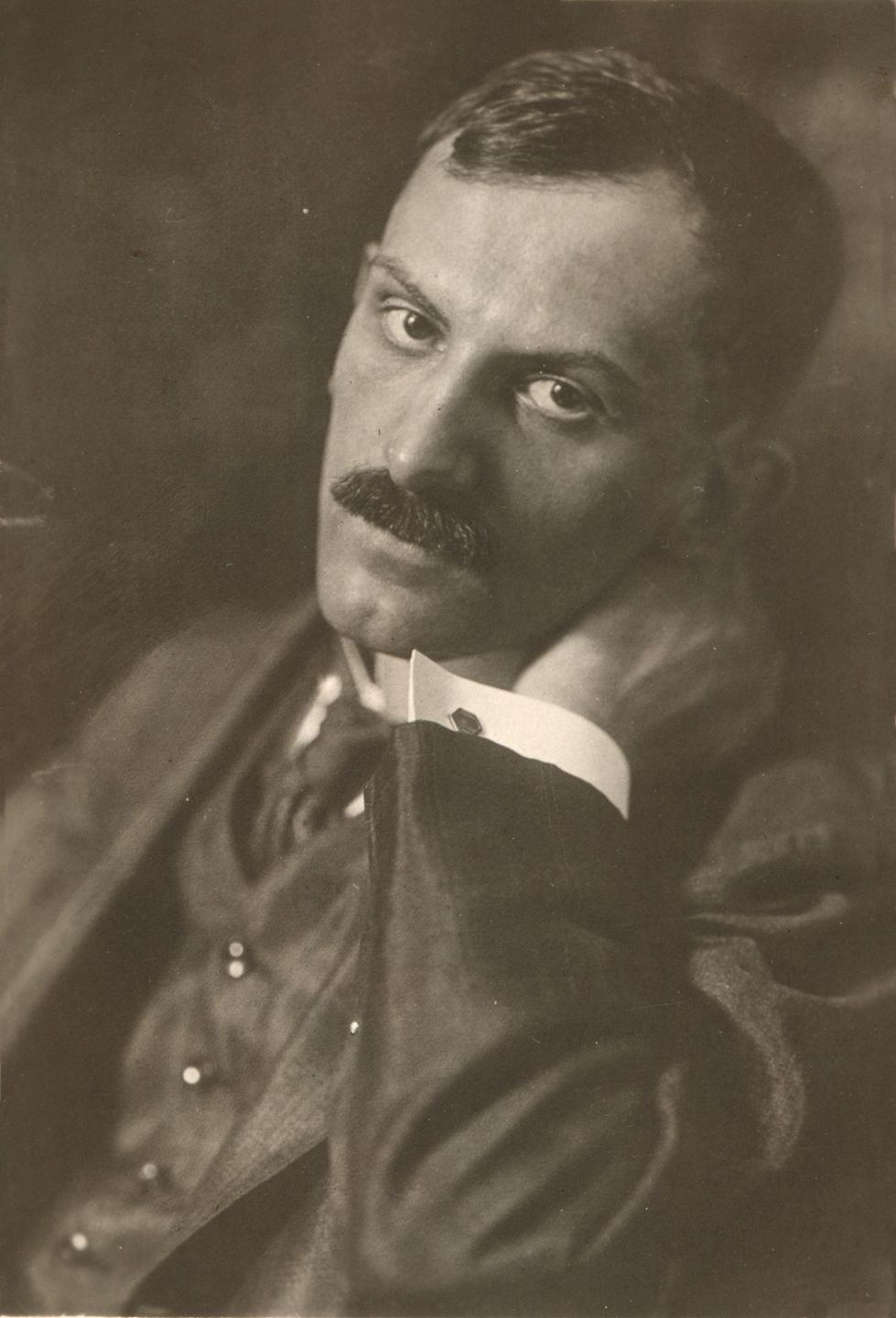
Babits Mihály
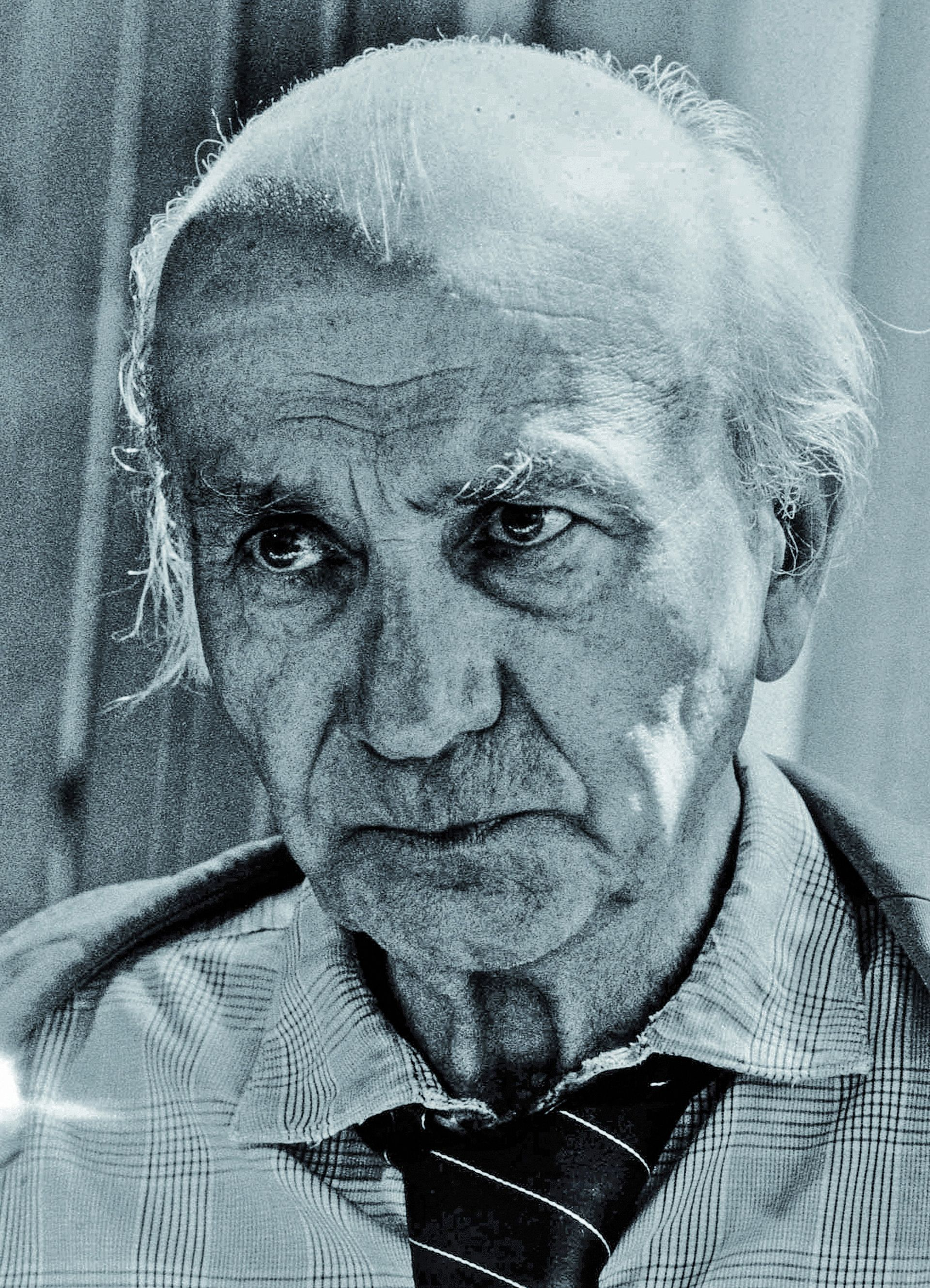
Illyés Gyula
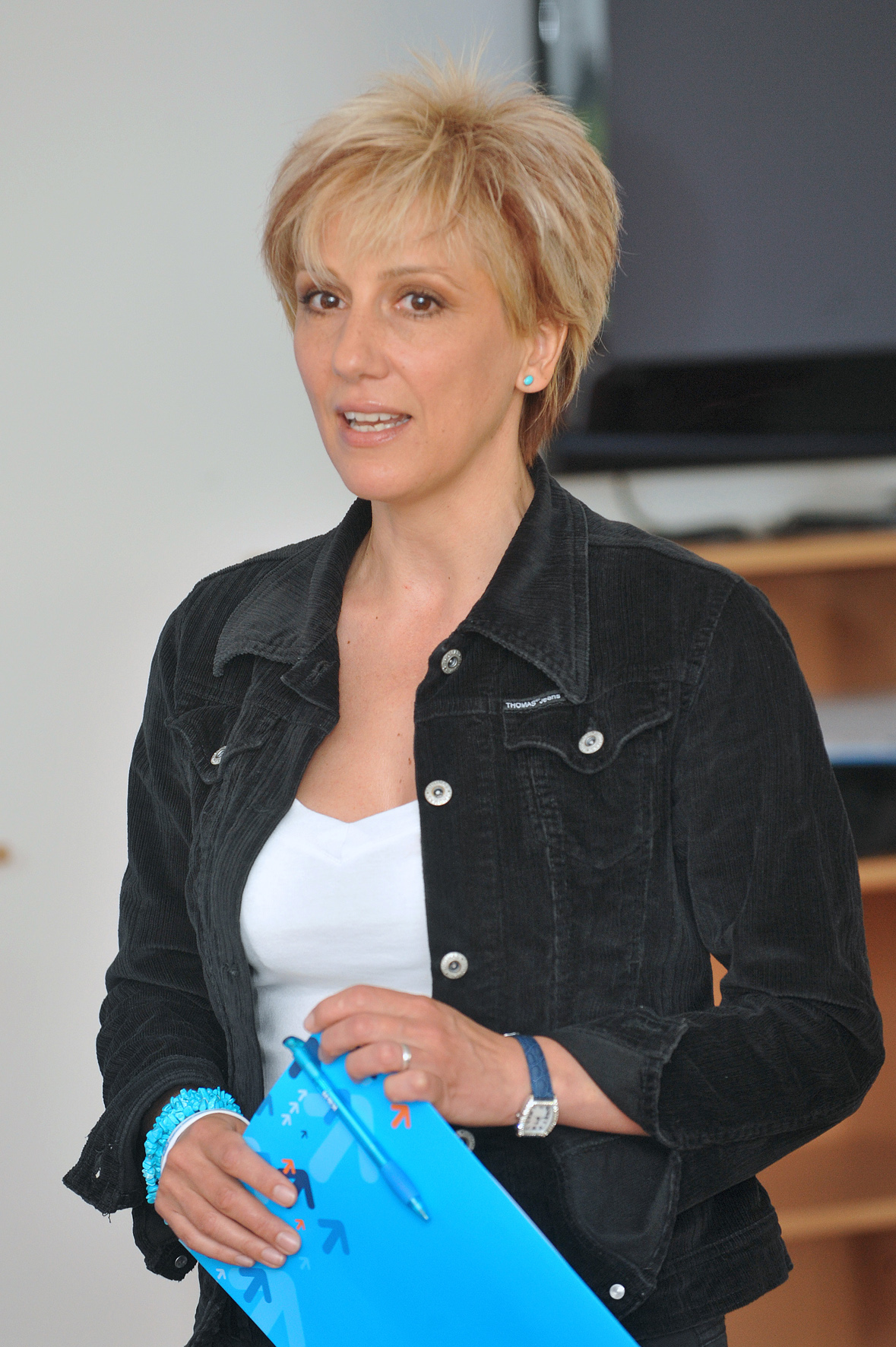
Barabás Éva

## Kultúra
Tolna vármegyében még ma is találunk olyan falvakat, ahol őrzik a hagyományokat, a helyi népviseletet és népszokásokat. Néprajzi szempontból különösen érdekesek a Sárköz falvai: Őcsény, Decs, Sárpilis, Alsónyék és Báta, de Bogyiszló és Sióagárd népi öröksége is országos hírű. Az egykori sváb falvak is jelentős építészeti és kulturális örökséggel rendelkeznek, ezek megőrzése is komoly feladat és lehetőség.
Lásd még:
- Tolna vármegyei múzeumok listája
- Tolna vármegyei kulturális programok listája

### Turizmus
Turisztikai szempontból a fő vonzerőt a Duna, az erdők, a népművészet és a Szekszárdi-dombság történelmi borvidéke jelentik. Sok érdeklődőt vonzanak a szüreti népszokásokat bemutató Szekszárdi Szüreti Fesztivál rendezvényei.

#### Épített örökség – a kulturális turizmus célpontjai

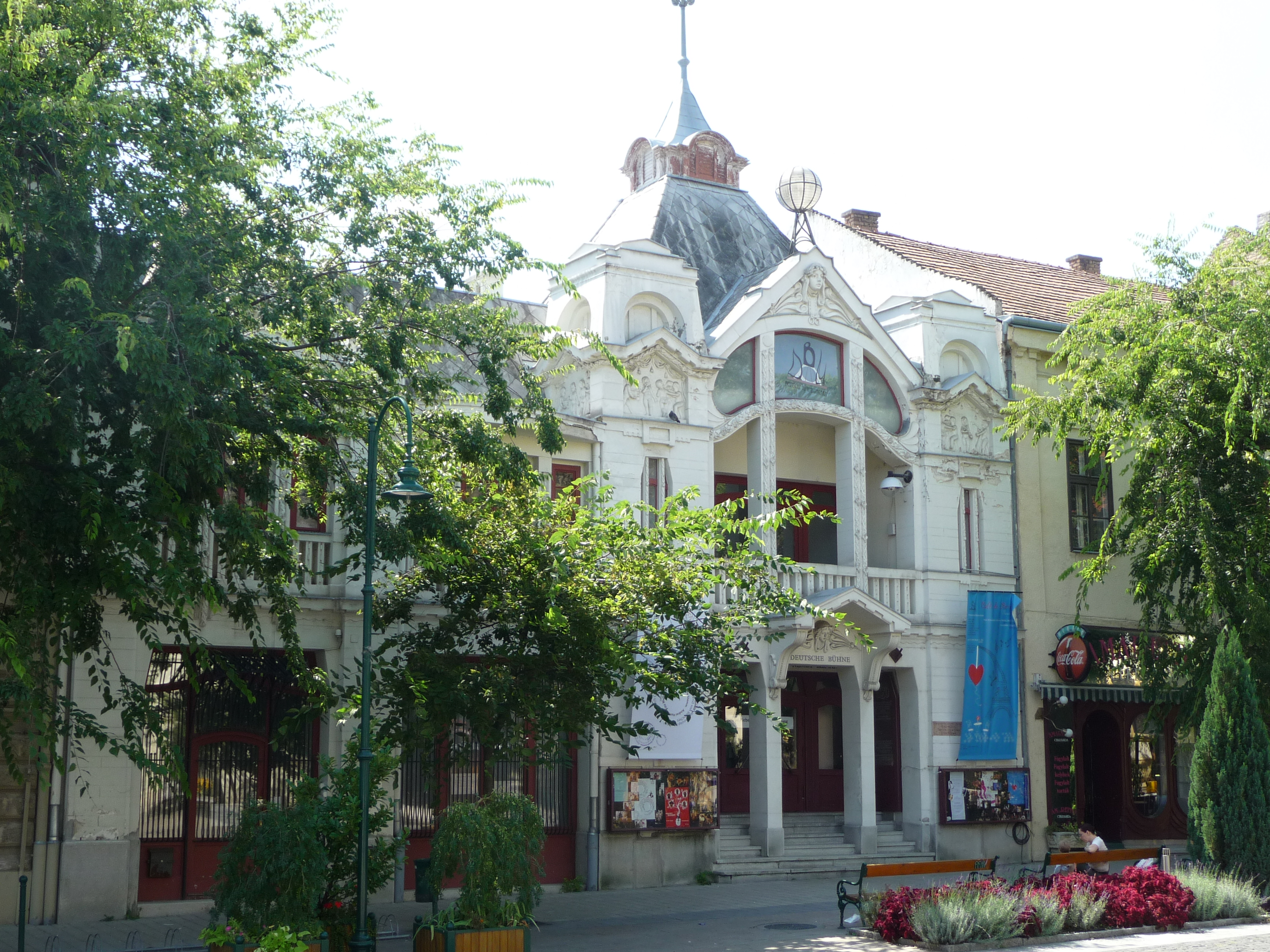
Magyarországi Német Színház, Szekszárd

Szekszárd
Tolna vármegye székhelye romantikus atmoszférájú kisváros. Ismert Liszt Ferenc emlékhelyéről, Babits Mihály szülőházáról, 11. századi bencés apátságának romjai a Pollack Mihály által tervezett klasszicista megyeháza udvarán láthatóak. Valódi hírnevét azonban a bor alapozta meg, a város a szekszárdi borvidék névadója és központja, számtalan országos hírű pince található itt.
Tolna
A vármegye névadó településén hangulatos központot és sétálóutcát alakítottak ki. Az egykori Duna partján megtekinthető egy régi halászbárka is. Az 1810-ben alapított Tolnai Kékfestő Műhely és Múzeum hagyományos kékfestő textilek készítésével, valamint feldolgozásával foglalkozik. A mai napig eredeti gépekkel és mintákkal működő műhely előzetes bejelentkezéssel csoportosan is látogatható.
Dunaföldvár
Nevét vára tette ismertté, már a bronzkorban is földvár állott itt. A jelenlegi épület látogatható része a Csonka-torony. Műemlékvédelmi feltárását 1974-ben végezték el, majd falai között kiállítást rendeztek be, mígnem 2006-ban ismét nagyarányú felújításokat végezve biztosítják, hogy az utókornak fennmaradjon. Nevezetes még a Duna felett átívelő Beszédes József híd, valamint az országos hírű Tóth Cukrászda.
Paks
A város nevének hallatán Magyarország egyetlen atomerőműve juthat a turisták eszébe. Az ipari létesítmény azonban meg is tekinthető, Tájékoztató- és Látogatóközponttal rendelkezik, illetve megnyílt az Atomenergetikai Múzeum is. A régi Paksra emlékeztetnek a Sárgödör téren álló hangulatos borospincék, valamint az Erzsébet Nagy Szálloda.
Simontornya
Neve Simon az alországbírónak köszönhető, aki 1270-ben építtetett várat itt. Legrégebbi része, a lakótorony a 13. században épült. A 14. században gótikus palotaszárnyat toldottak hozzá, majd a 16. század elején reneszánsz stílusban alakították át. Jelenleg a Vármúzeumnak ad otthont. 1727–1784 között a település megyeszékhely volt.
A Sárköz népi építészetének és hagyományainak emlékei:
A vármegye területéhez öt település tartozik Szekszárd és Báta között. Gazdag népviseleti hagyományai, textíliái, népszokásai figyelemre méltók. Őcsényben a legszebb sárközi házak a Fő utcában és a Széchenyi utcában állnak, tájháza és református temploma is érdekes látnivaló. Decs község a Sárköz központja, főleg népi hagyományairól és a sárközi textilművészeti termékekről, szőtteseiről, csipkéjéről híres. Ebbe nyújt betekintést a helység Helytörténeti Múzeuma. Sárpilis a legkisebb falu a Sárközben, látnivalója a református templom, mely barokk stílusban épült (1797). Báta az egyetlen eredetileg katolikus többségű sárközi falu, kiemelkedő látványossága a Szent Vér kegyhely, valamint a 19. század végi szivattyútelepe. Alsónyék hangulatos kis falu, református templomát a közelmúltban teljesen felújították.
Völgység
Az egykori Schwäbische Türkei néven emlegetett területet arculatát döntően határozták meg az ide telepített svábok. Az aprófalvas vidék gyönyörű, nyugodt dombvidéki tájjal, gazdag sváb örökséggel és falusi turizmussal rendelkezik.

#### Egészségturizmus: gyógy- és wellnessturizmus
- Gunarasi Strand- és Gyógyfürdő, Dombóvár-Gunaras: a Gunaras-dűlőn találták meg a termálvizet, melynek kiaknázása, hasznosítása az 1960-as években kezdődött meg. 1973. május 19-én nyílt meg a Gunaras Fürdőtelep a közönség számára. 1977. november 30-án adták át a fedett fürdőt és egyúttal hivatalos gyógyvíz lett Gunaras vize. 1981-ben a helyet üdülőhellyé minősítették. A gyógyászati részleg fejlesztését 1982. december végén fejezték be. 2004. tavaszán elkezdték Gunaras teljes átalakítását és nagy léptékű fejlesztését. 55 Celsius-fokos termálvize alkáli-hidrogénkarbonátos hévíz, jelentős fluorid tartalommal – alkalmas mozgásszervi betegség, gyomor-, bél- és epebántalmak, nőgyógyászati-, fogíny- és szájbetegségek kezelésére. Eredményesen alkalmazható bizonyos légzőszervi, szív- és érrendszeri elváltozásoknál, továbbá a bőrgyógyászat területén is.
- Tamási Termálfürdő, Tamási: A fürdőt ellátó kutat 1967-69 között fúrták le 2272 méteres talpmélységig, ahonnan 53 °C-os víz tör fel. A fürdő vizének jótékony hatását már több évtizede kihasználják az emberek, többek között alkalmas végtagízületi porckopás, degeneratív elváltozások, gerinc- és csípőízületi porckopás kezelésre és nőgyógyászati bántalmak enyhítésére is. 2011-ben jelentősen átépítették a fürdőt, többek között egy nagy fedett épülettel, benne több élmény- és termálmedencével, valamint wellness-szolgáltatásokkal bővült a komplexum.[51]
- Dunaföldvári Gyógyfürdő, Dunaföldvár: A Duna partján fekszik a három medencével felszerelt, 2003 januárjában átadott, átépített fürdő és nyitott medence. 35 °C-os, ásványi sókban gazdag gyógyvízzel rendelkezik, mely a hidrogén-karbonátos, magas sótartalmú vizek közé sorolható. Mozgásszervi, nőgyógyászati, bőrbetegségek kezelésére alkalmazzák.

Lásd még:
- Tolna vármegye turisztikai látnivalóinak listája
- Dél-Dunántúl turisztikai régió

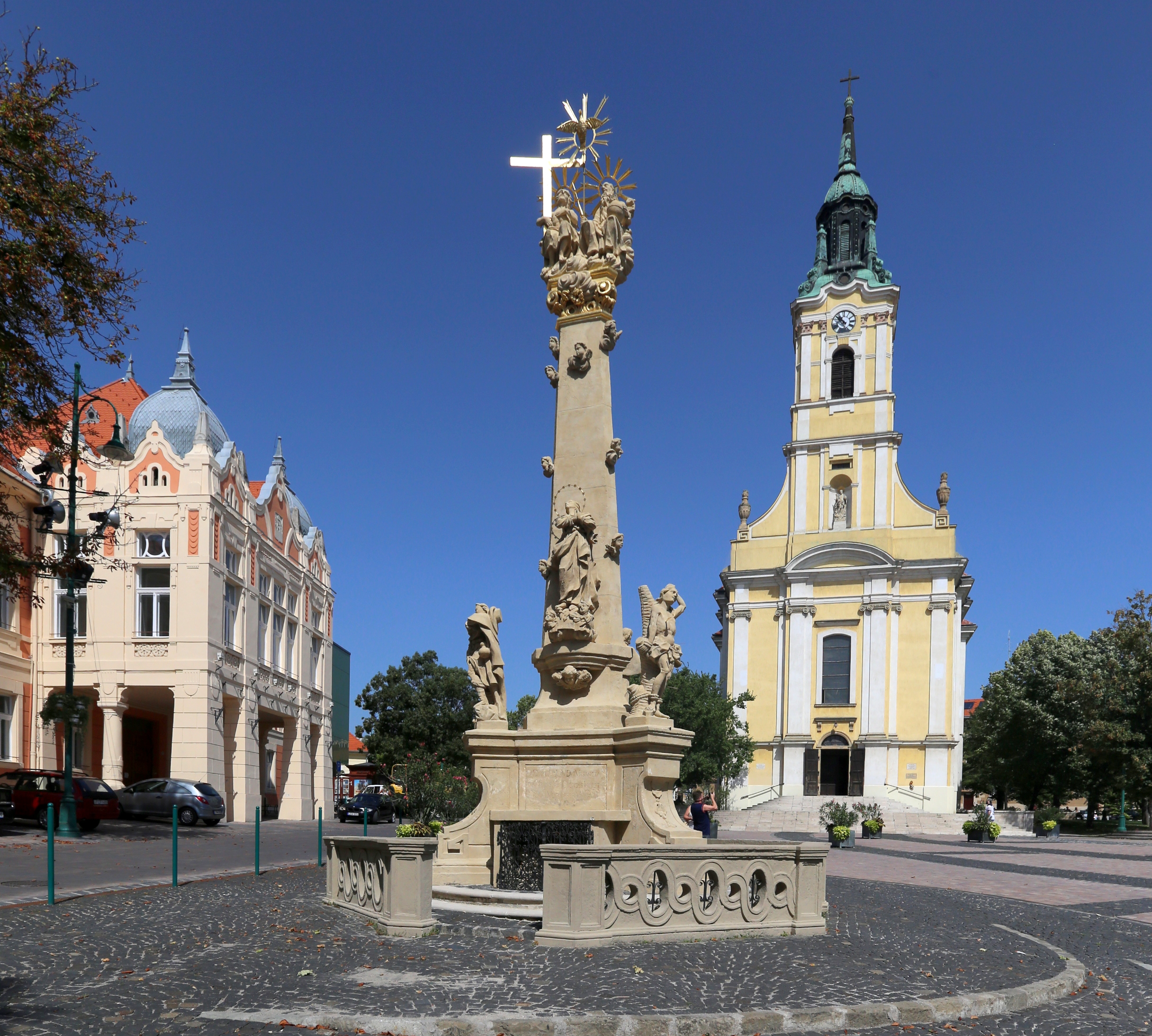
Szekszárd, a vármegyeszékhely
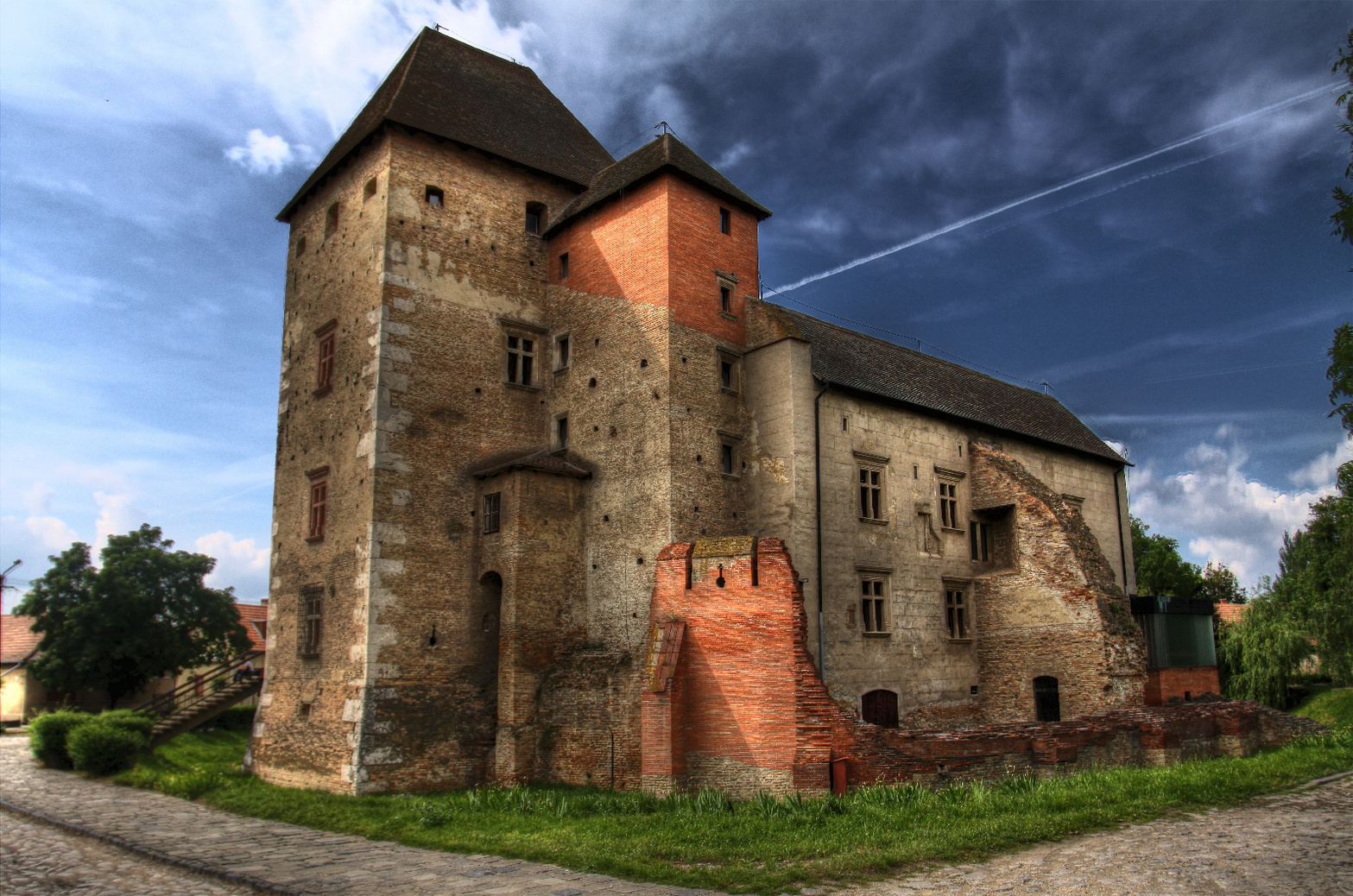
A simontornyai vár
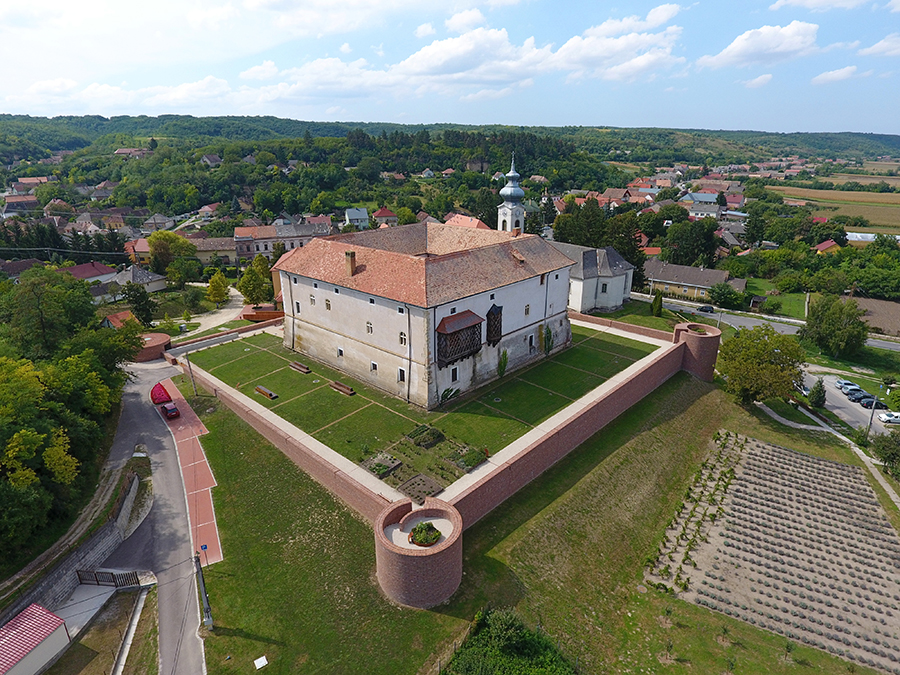
Ozorai Pipó középkori vára Ozorán
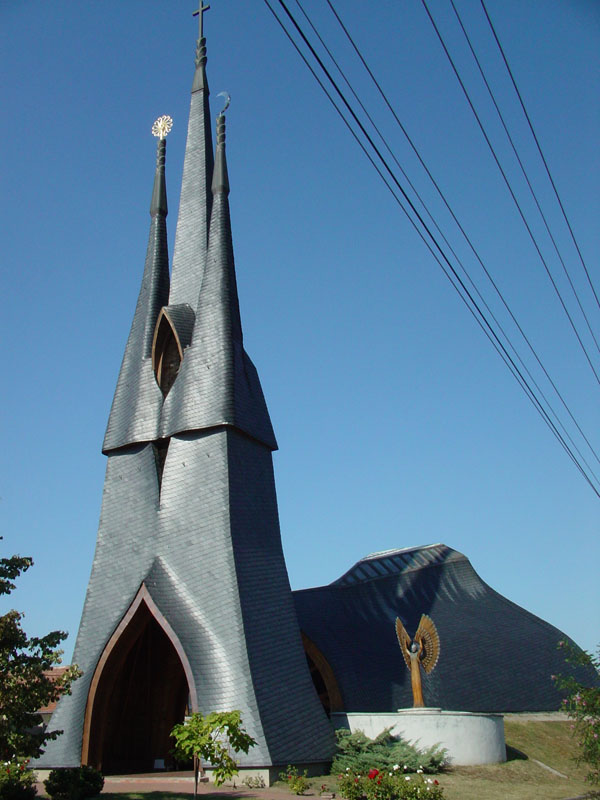
A paksi Szentlélek templom
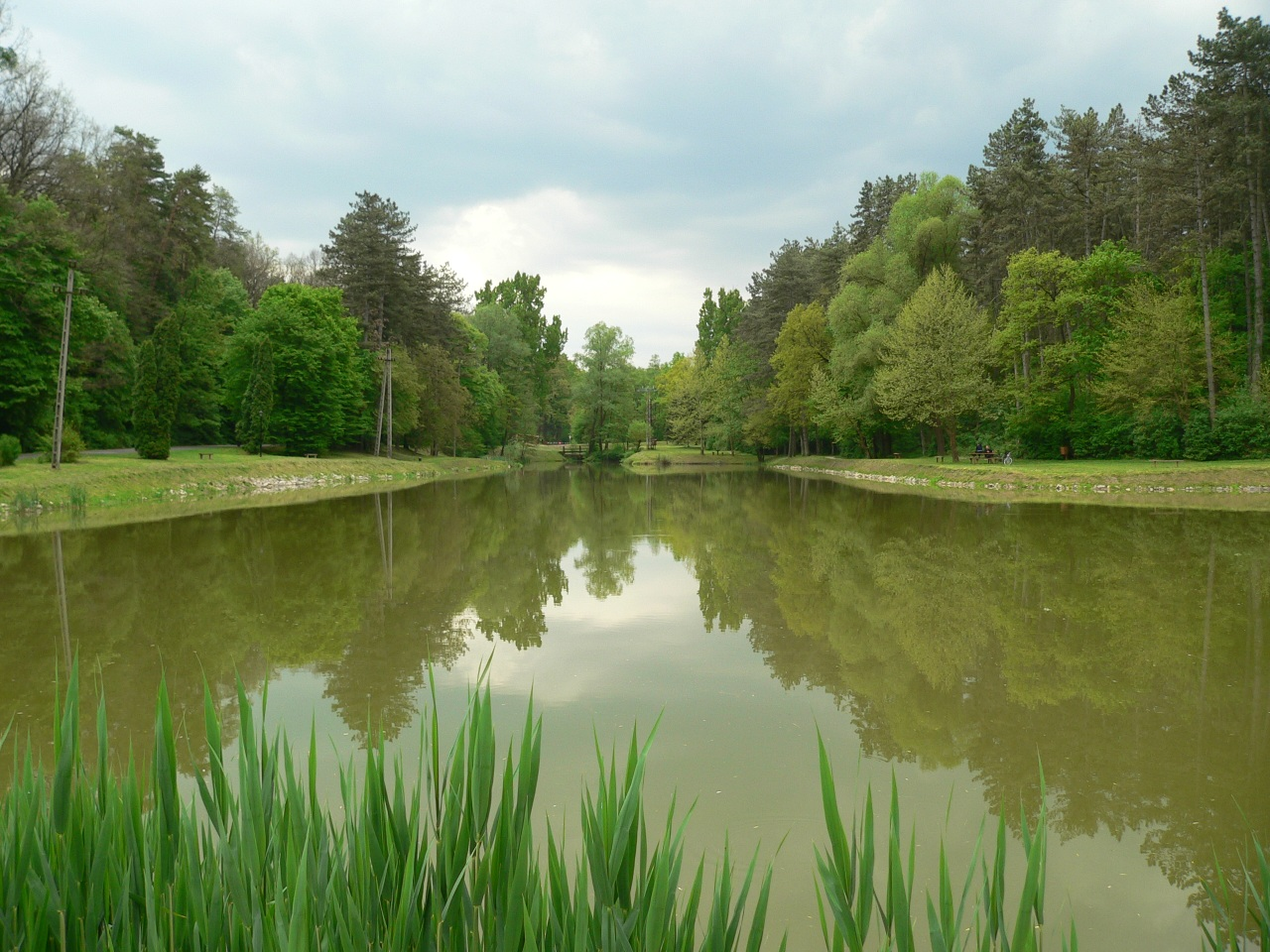
A tamási-tó a parkerdőben, Tamásiban
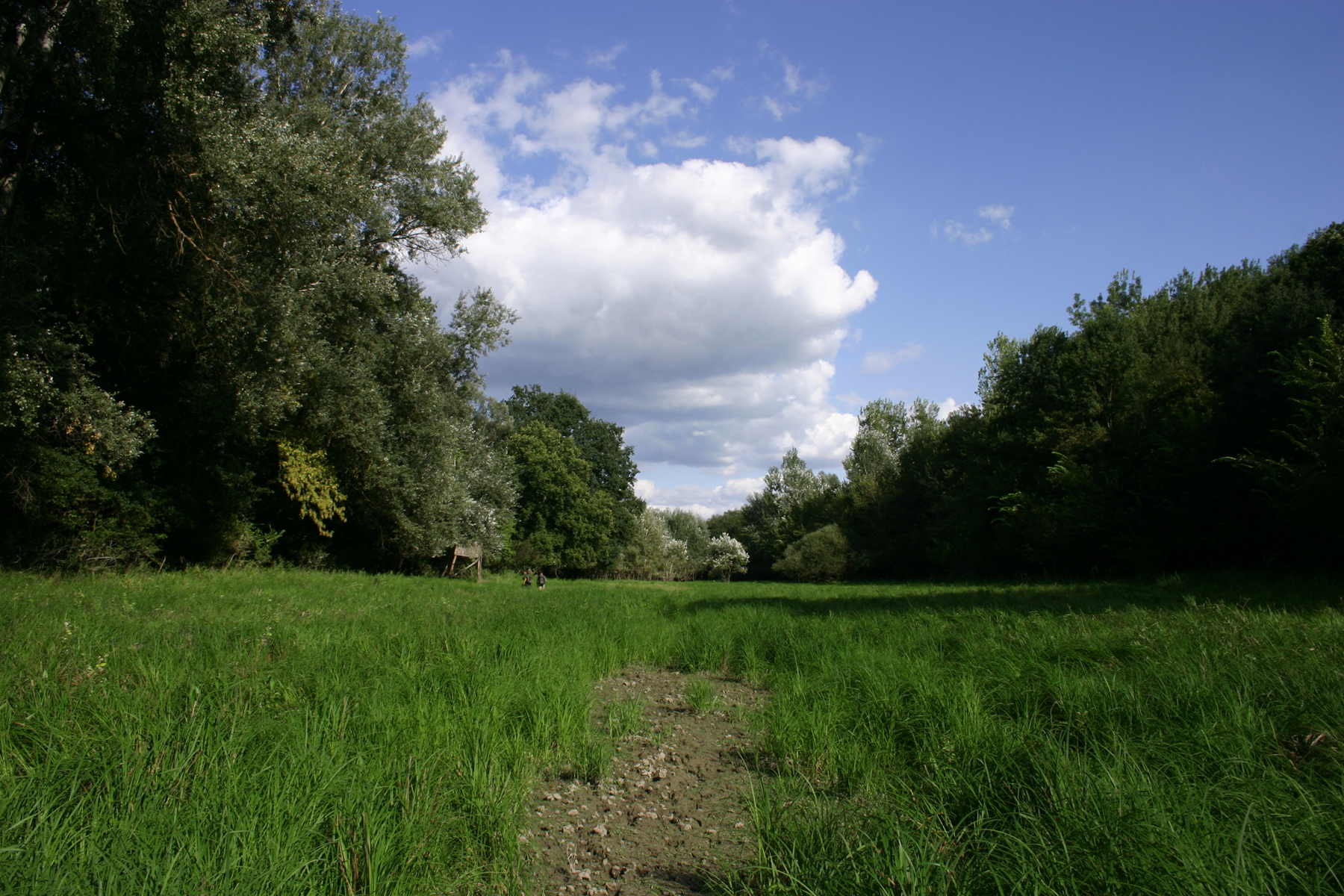
A gemenci erdő
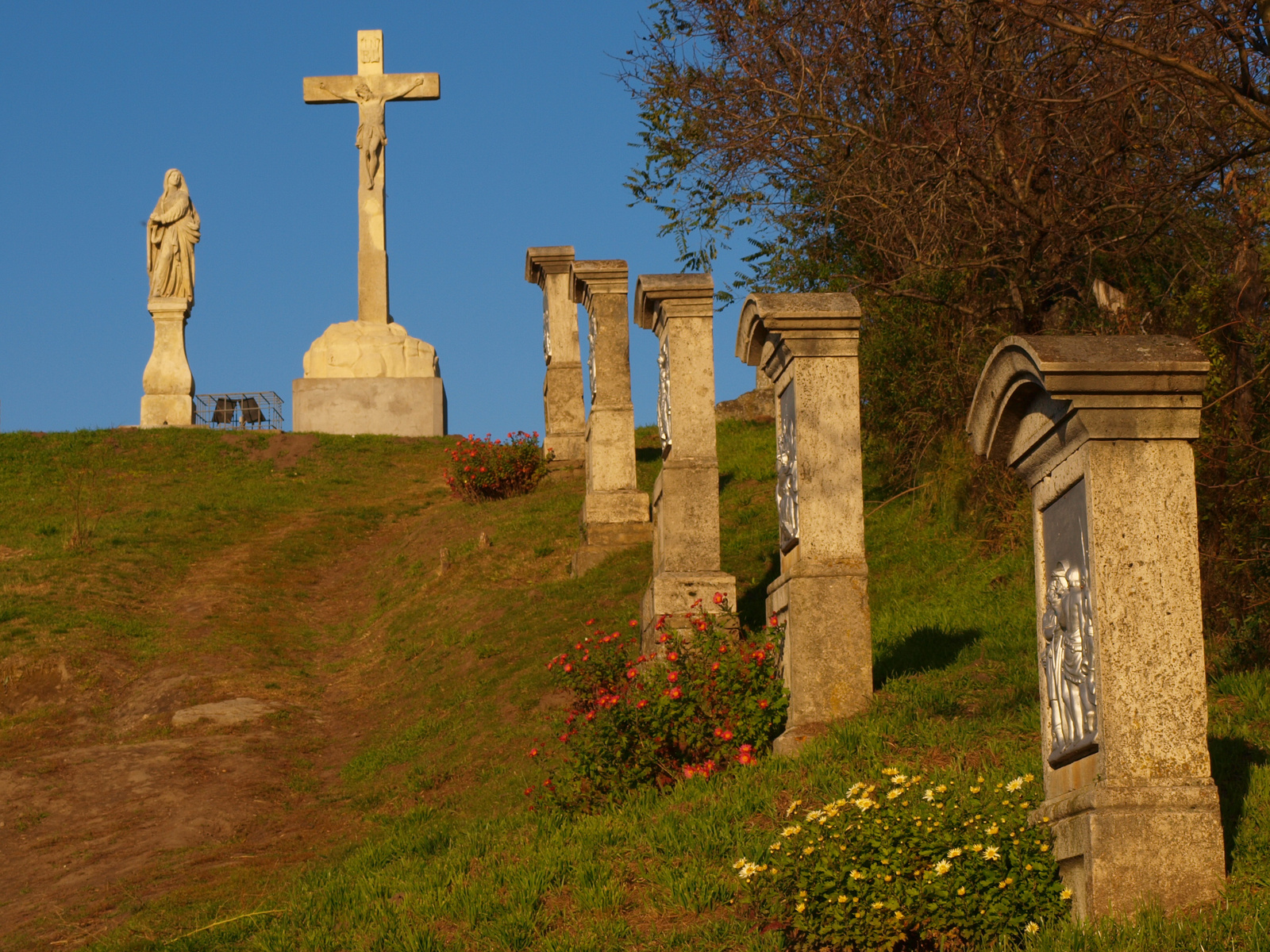
A kálváriadomb Dunaföldváron
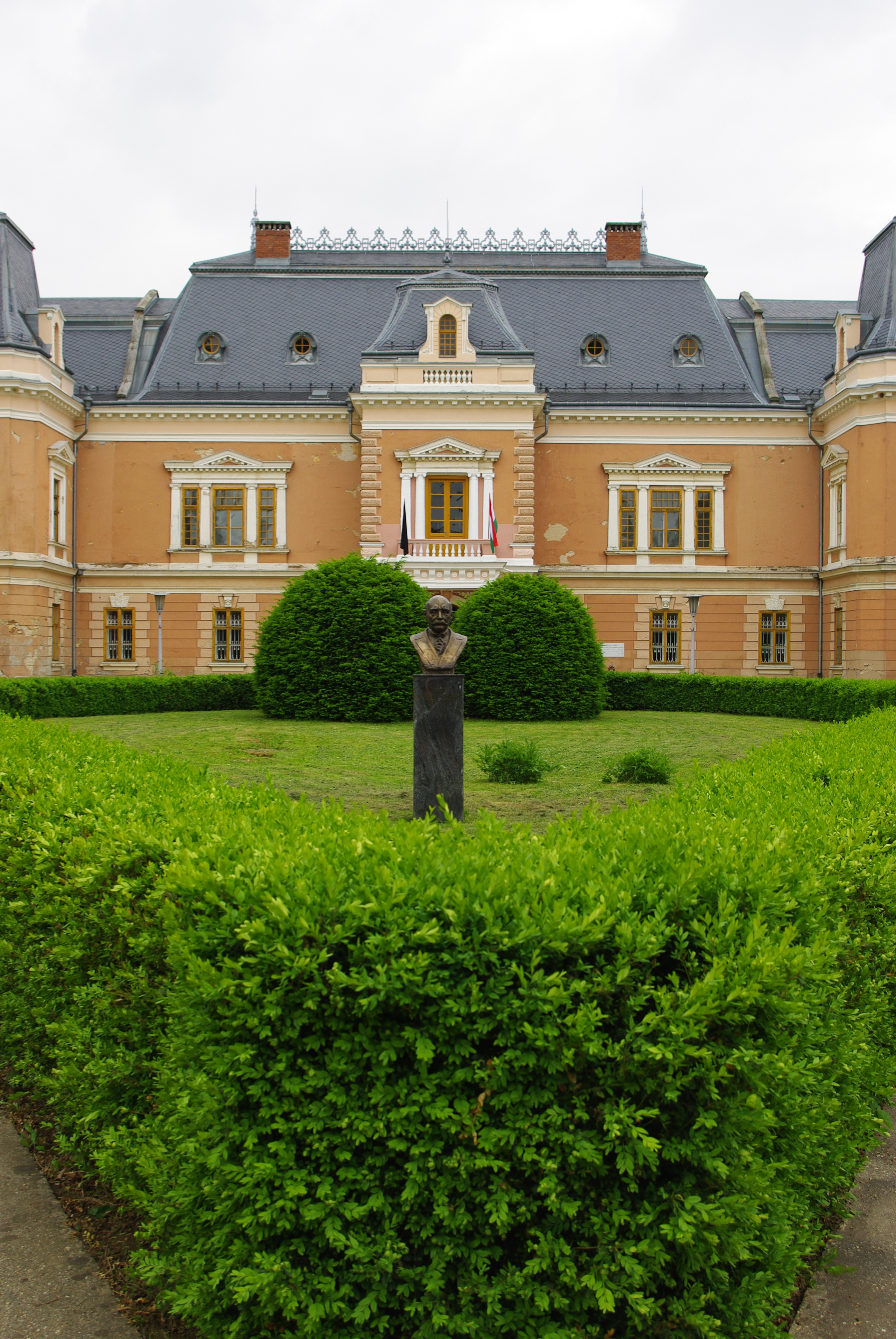
Apponyi-kastély Lengyelen

## Települései
Szekszárd az ország legkisebb népességű megyeszékhelye, a vármegye lakosságának csak mintegy a hetede él itt. Területe azonban megelőzi Tatabányát és Egert is. Nagyvárosok nincsenek, a megyének mindössze tizenegy városa van, ahol a népességnek valamivel több mint a fele él. A tagolt dombvidékek miatt sok az apró, elnéptelenedő falu, amihez a helyi németek kitelepítése is hozzájárult, így sok egykori völgységi falut csatoltak más településhez. Emellett az egykori eszmei községekből is jöttek létre újak, pl. Újdombóvár feldarabolásával. Az alföldi területeken pedig az egykori uradalmakat és cselédszállásokat sújtja a népesség elvándorlása.

### Városok
A 2017. január 1-jén érvényes népesség szerinti sorrendben, a KSH adatai alapján:
| Sorsz. | Település   | Lakónépesség                  | Járás            |
| ------ | ----------- | ----------------------------- | ---------------- |
| 1.     | Szekszárd   | 29 707 fő (2024. jan. 1.) +/- | Szekszárdi járás |
| 2.     | Paks        | 17 917 fő (2024. jan. 1.) +/- | Paksi járás      |
| 3.     | Dombóvár    | 17 041 fő (2024. jan. 1.) +/- | Dombóvári járás  |
| 4.     | Bonyhád     | 12 031 fő (2024. jan. 1.) +/- | Bonyhádi járás   |
| 5.     | Tolna       | 10 640 fő (2024. jan. 1.) +/- | Tolnai járás     |
| 6.     | Dunaföldvár | 8134 fő (2024. jan. 1.) +/-   | Paksi járás      |
| 7.     | Tamási      | 7486 fő (2024. jan. 1.) +/-   | Tamási járás     |
| 8.     | Bátaszék    | 5851 fő (2024. jan. 1.) +/-   | Szekszárdi járás |
| 9.     | Simontornya | 3566 fő (2024. jan. 1.) +/-   | Tamási járás     |
| 10.    | Nagymányok  | 2118 fő (2024. jan. 1.) +/-   | Bonyhádi járás   |
| 11.    | Gyönk       | 1628 fő (2024. jan. 1.) +/-   | Tamási járás     |

### Községek, nagyközségek
| - Alsónána - Alsónyék - Aparhant - Attala - Báta - Bátaapáti - Belecska - Bikács - Bogyiszló - Bonyhádvarasd - Bölcske - Cikó - Csibrák - Csikóstőttős - Dalmand - Decs - Diósberény | - Döbrököz - Dunaszentgyörgy - Dúzs - Értény - Fadd - Fácánkert - Felsőnána - Felsőnyék - Fürged - Gerjen - Grábóc - Györe - Györköny - Gyulaj - Harc - Hőgyész | - Iregszemcse - Izmény - Jágónak - Kajdacs - Kakasd - Kalaznó - Kapospula - Kaposszekcső - Keszőhidegkút - Kéty - Kisdorog - Kismányok - Kisszékely - Kistormás - Kisvejke - Kocsola - Koppányszántó | - Kölesd - Kurd - Lápafő - Lengyel - Madocsa - Magyarkeszi - Medina - Miszla - Mórágy - Mőcsény - Mucsfa - Mucsi - Murga - Nagydorog - Nagykónyi - Nagyszékely | - Nagyszokoly - Nagyvejke - Nak - Németkér - Ozora - Őcsény - Pálfa - Pári - Pincehely - Pörböly - Pusztahencse - Regöly - Sárpilis - Sárszentlőrinc - Sióagárd - Szakadát - Szakály | - Szakcs - Szálka - Szárazd - Szedres - Tengelic - Tevel - Tolnanémedi - Udvari - Újireg - Varsád - Váralja - Várdomb - Várong - Závod - Zomba |